# 山本悍右
山本 悍右（やまもと かんすけ、1914年3月30日 - 1987年4月2日）は、日本の写真家、詩人。日本におけるシュルレアリスムを代表する草分け的存在である。

## 来歴

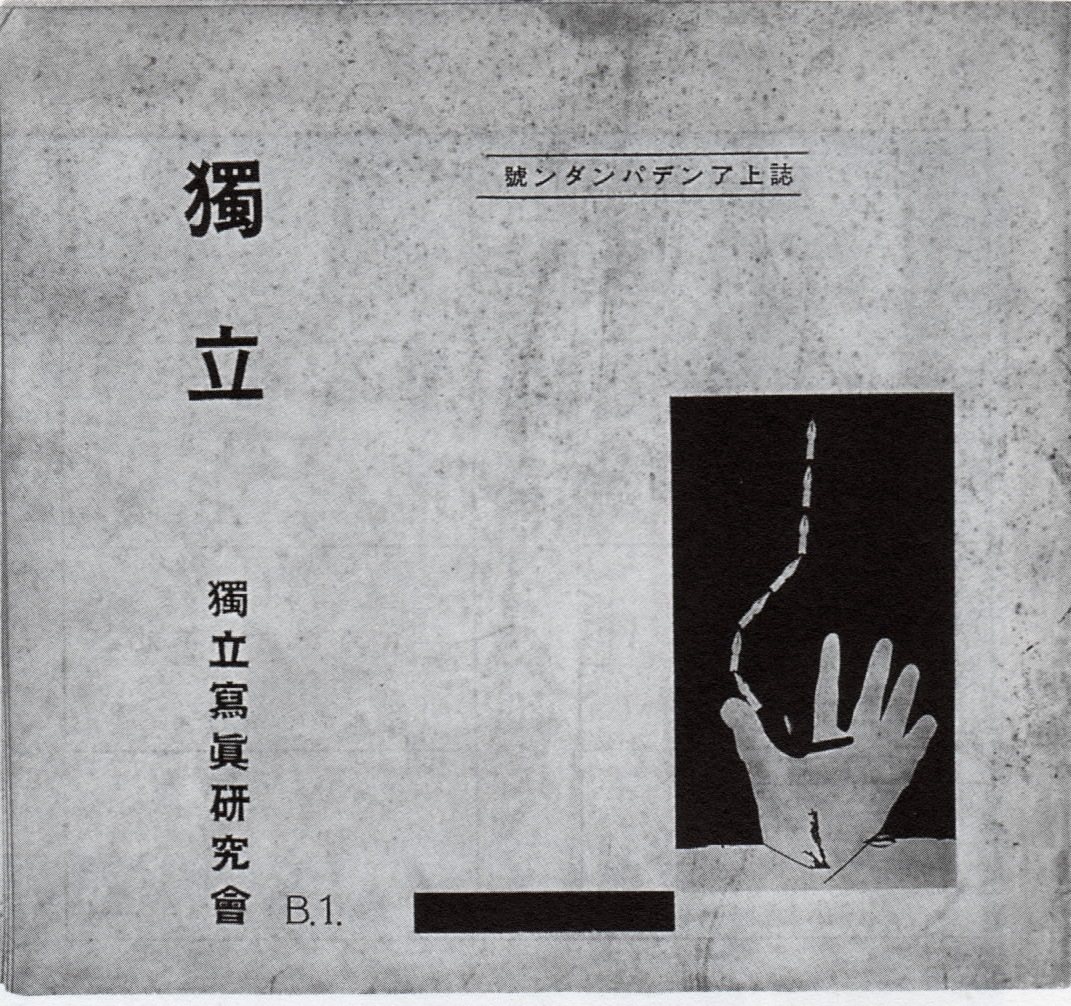
『独立』B.1. 1932年1月
独立写真研究会 刊
表紙写真:山本勘助（悍右）

### 出生
愛知県名古屋市栄区鉄砲町（現・中区栄）生まれ。本名、勘助。明治45年（1912年）の愛友写真倶楽部創立会員で代表であった山本五郎（1880年-1941年）の長男。実家、山本五郎商店は名古屋広小路で写真機械店と写真館を営んでいた。

### シュルレアリスムとの出会い
昭和初期『詩と詩論』、『cine´』(シネ）を通してシュルレアリスムを知り、15歳頃より作詩を始める。名古屋第二商業学校卒業後上京、アテネ・フランセでフランス語を学んだ。治安維持法下の東京で左翼思想に触れ、以後革命にほのかな夢を抱くようになる。明治大学を中退、名古屋に戻り、1931年、17歳の時、新興写真グループ「独立写真研究会」の結成に参加、会誌『独立』に作品を発表、早熟な才能を発揮していった。

### シュルレアリストとしての山本悍右

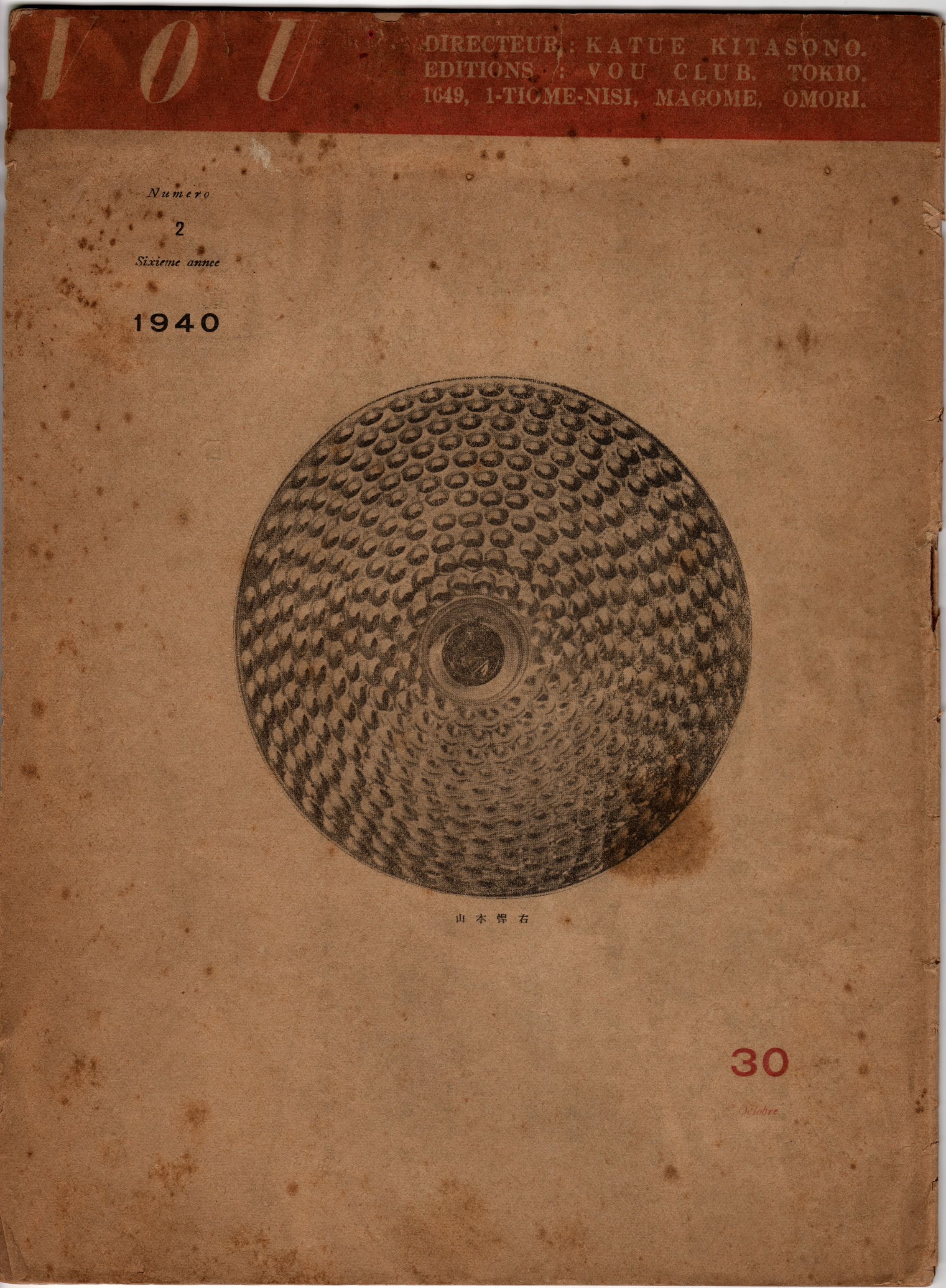
『VOU』 第30号 1940年
表紙写真:山本悍右

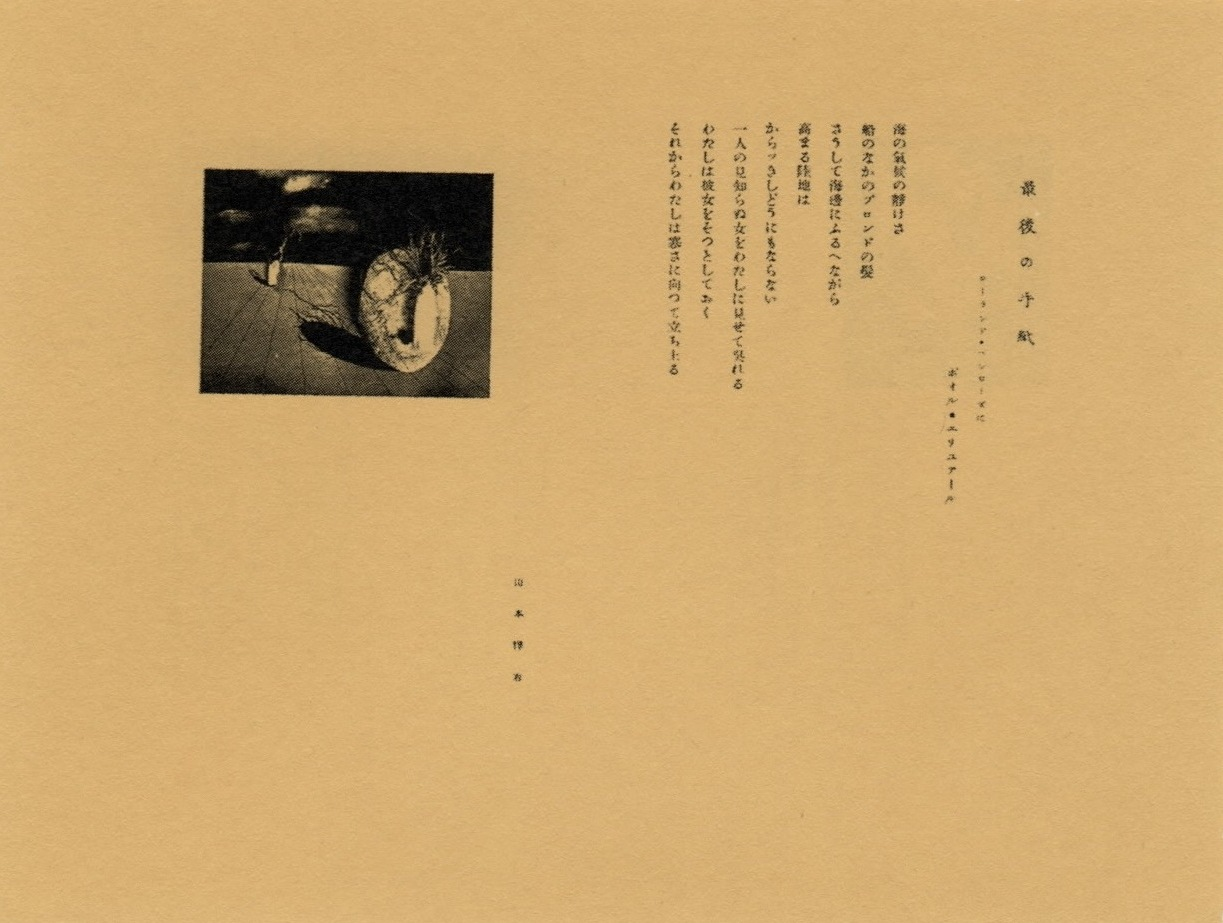
『夜の噴水』 第1号
1938年11月1日
編集・発行人:山本悍右
写真:山本悍右

1932年4月、『独立』B・2号に発表された“或る人間の思想の発展 靄と寝室”（現・名古屋市美術館蔵）は山本悍右の発表された作品として現存する最も古い作品である。1938年、「青憧社」を結成し、会報『CARNET BLEU』を編輯、発行。戦時下、国策により出版物が日本名に改称させられて行く中、1942年8月、第5号（終刊）までタイトルにはフランス語を使用、刊行した。
1936年、名前を悍右とする。
1938年、『夜の噴水』を編輯、刊行。官憲の圧力により1939年10月、4号で終刊となる。
1939年には、山中散生、下郷羊雄、坂田稔らとナゴヤ・フォトアバンガルドを結成。1939年より、北園克衛の「VOU」会員となり1978年の解散まで『VOU』誌上、「形象展」に作品を発表した。

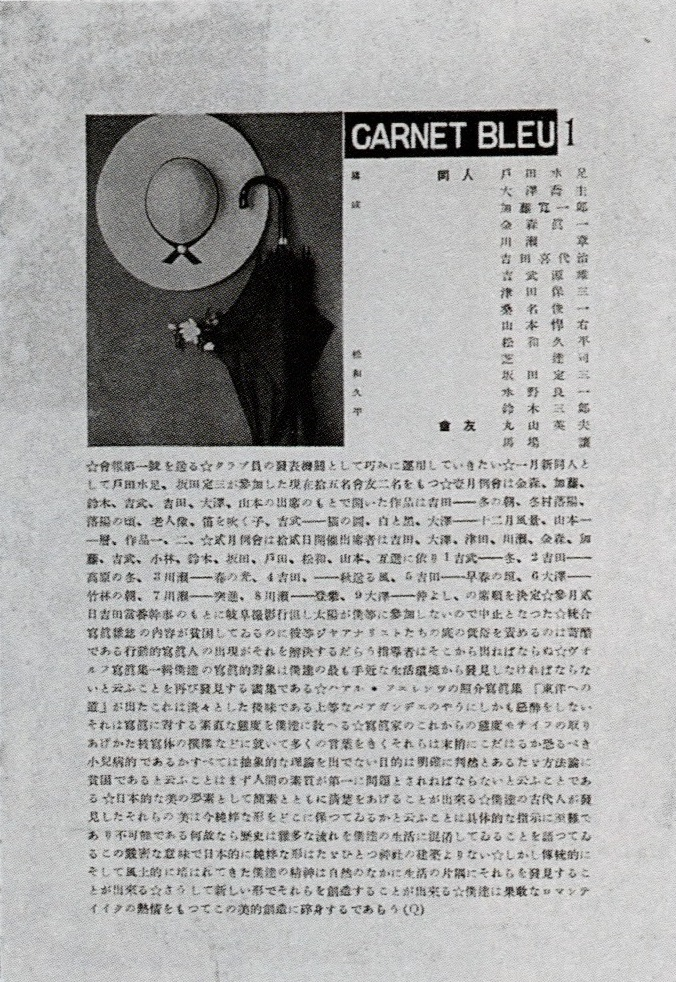
『CARNET BLEU』
青憧社会報 第1号
1941年3月刊
編集・発行人:山本悍右

戦前から「哲学会」会員であった山本は1940年『フォトタイムス』7月号に当時の国家権力による言論、思想弾圧を描いた作品3点を発表し、それに「・・・・・・牢獄の暗い石壁のなかにも自由があるように」と書き添えている。掲載作品“伽藍の鳥籠” の伽藍は権威、鳥籠は牢獄、電話機は言論であることが読み取れる。
戦後も「VIVI」（1948-1950）、「美術文化協会写真部」（1949-1954)、「窓」（1953-1958）、「炎」（1955-1961）、「日本主観主義写真連盟」（1956）、「ESPACE」（1956-1958）、「アルキシネ」（1958）、「前衛詩人協会」（1958）、「ナゴヤファイブ」（1963-1964)を結成。
戦前から戦後の半世紀以上におよぶ長い期間を一貫して前衛写真家・詩人として活躍、その写真作品は自由、反戦、反権力を軸としたシュルレアリスム系の華麗な作品が多い。

### 晩年
1965年頃より中部学生写真連盟顧問として10年間程後進の指導にあたった。
1987年名古屋市にて肺がんで死去、生前の意志により名古屋大学医学部に献体され医学の進歩のために提供された。

## 人物像

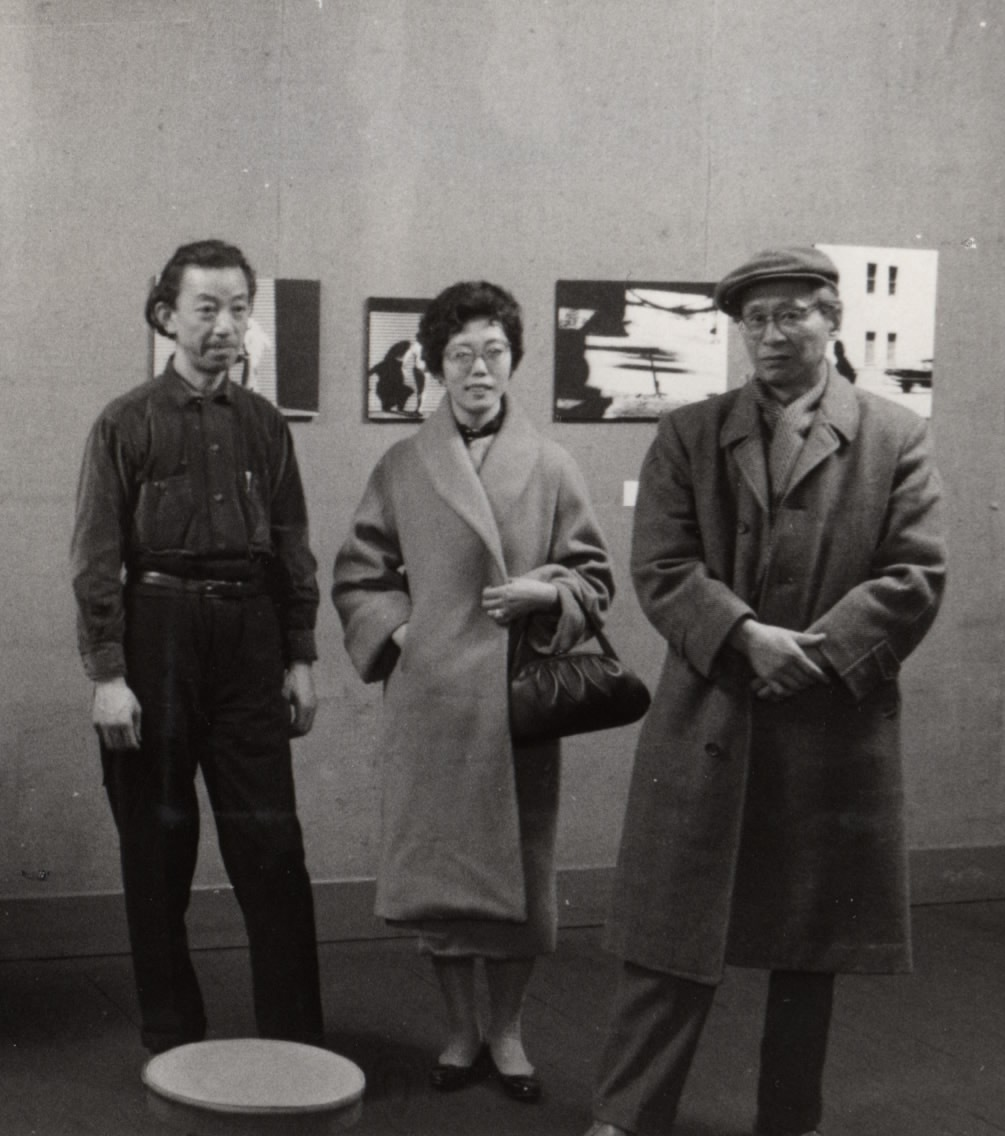
山本・北園・辻 1959年
第12回VOU形象展会場にて

- “ぼくはたいへん早熟な少年であったが、たばことか酒などに示す大人のスタイルに全く興味がなかった。”[1]
- “「多分にニヒルチックで、執拗で、そして本を愛する男」だと下郷羊雄が評した。”[2]
- “僕は立身したり、ひとから認められる人間にはなってやらない。彼等のスノビスムには決してまかれないぞ。僕は僕の清純なものを決して濁らせまい。”[3]
- “僕は政治的にはアナアキイで、思想的にはエレジイなリベルタン、身の寄せるところがないのでボヘミアンたらざるを得ない。”[4]
- “疑うことから疑ったモンテーニュは・・・・・とパスカルは書いた。ぼくの暗い谷間の遠い灯はもしかするとパスカルだったかもしれない。「思考する故にこそ人間の尊厳がある。だから正しく思考されるべきだ」身の回りから思想を身につけていくことは現代の私達のパスカル的転回だとはいえないでしょうか」”[5]
- 終生、本、レコード、パイプを放すことのなかった愛書家で愛煙家であった。
- アンドレ・ブルトンから『BIEF』5号が贈られてきた。
- 詩人の北園克衛とは生涯の友であった。

## 山本悍右語録
- “芸術作品と云ふものは、社会に於いてある何らかの出来合いのものに対する何らかの反抗精神に依って生まれる。その精神は次の新しい時代を指し示し動かせるものであるべきだ。純粋精神は新時代を招く予言的精神であるべき答えである。現代、この強烈なる意欲を僕たちは期待することが出来るのであろうか。時代への反逆を、そして時代意思の変革を。”[6]
- “日本の新聞は爆撃が人道的ではないと盛んに書いている。戦争は人道的なことだとでも思っているのかしら。いまさら、これは、はなはだ卑怯な言葉である。”[7]
- “超現実は現実の中にあるという言葉とともに、新しい写真はたゆまない実験の中で新しい美しさを作っていく。”[8]
- “抽象的な喋り方をしてまともなものを作っている東松。

ばらばらのものを組み立てるような説明的な話し方をしながら抽象的な作品を作る金。（加藤金一郎）
ばらばらにこわした物体の物質的な言葉を並べて構成を考えない話し方をしながら具象の作品を作るオレ。
どいつも生活とイデアが離ればなれだということなのだろうか。”
- “孤独がむりやり診断せられ、診断がより深い孤独を作っていく。・・・・・・・・二十世紀初期的自由はすでに今日孤独よりほかに与えるものがないのであろうか。”[10]
- “生きかたが世間なみで社会制度の恩恵を利用しながら芸術は政治ではないと言っているのはおかしいだろう。”[11]
- “カネをもうけるという経済成長のリクツはもうけたカネをその次のカネもうけに回すということでカネはつねにもうけるためにあるという。何におカネを使うかでその価値が決まるのだから成長のリクツはまさにバカげているといえる。”[12]
- “オリンピックはもうけるためにやるべきだと言った人がいる。明快な発言だけどそれならオリンピックは商社で選手は商品、その商品に魅力をそえるのが記録だということになる”[13]

## 作品の収蔵
- 1989年 名古屋市美術館[14]
- 2000年 東京都写真美術館
- 2006年 サンタバーバラ美術館(Santa Barbara U.S.A.)
- 2009年 J・ポール・ゲティ美術館(ゲティ財団, Los Angeles U.S.A.) [15][16].
- 2017年 シカゴ美術館
- 2018年 Smithsonian's Freer | Sackler,   Washington DC
- 2021年 愛知県美術館
- 2025年 The Morgan Library & Museum, NY.

## 主要な展覧会
- 1936年 個展 / 丸善画廊、名古屋
- 1939年 青憧社展 / 丸善画廊、名古屋

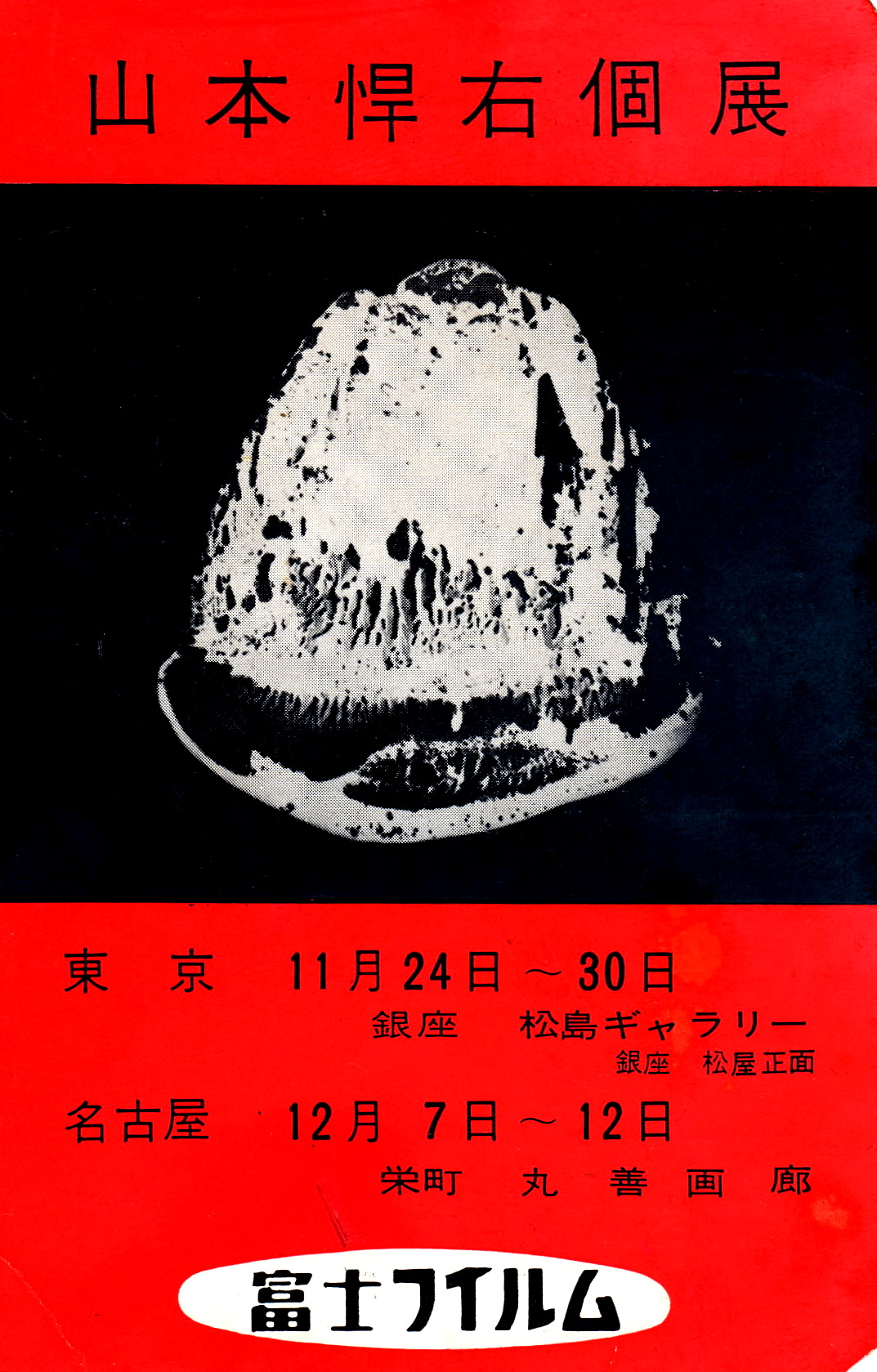
Kansuke YAMAMOTO Exhibition 1956. Tokyo & Nagoya.

- 1948年-1950年 VIVI展 / 丸善画廊、名古屋
- 1949年 モダンアート展 / 日本橋三越、東京
- 1949年-1954年 美術文化協会展 / 東京都美術館 他
- 1952年　造形写真作家展 / 青柳広小路店　名古屋
- 1953年 窓展 / 名古屋、神戸
- 1953年 抽象と幻想：非写実絵画をどう理解するか展 / 東京国立近代美術館
- 1954年 オール関西フォトコンテスト
- 1956年-1961年 炎展 / 小西六ギャラリー（現・コニカミノルタプラザ）、東京 大阪 名古屋
- 1956年 国際主観主義写真展 / 日本橋髙島屋、東京
- 1956年 個展 / 銀座・松島ギャラリー、東京
- 1956年 個展 / 名古屋・丸善画廊
- 1957年 個展 / 福岡・小西六ギャラリー
- 1957年-1976年 VOU形象展 / 櫟画廊、東京.他
- 1957年 モダンアート写真グループ展/ 櫟画廊、銀座
- 1958年 ESPACE展 / 丸善画廊、名古屋
- 1958年 VOU写真展　櫟画廊　東京
- 1958年 日本主観写真展 / 富士フォトサロン（現・富士フイルムフォトサロン）、東京
- 1958年 写真と詩の前衛展 / 美松書房画廊、東京
- 1959年 VOU実験写真展　風月堂　東京
- 1960年 The Sense of Abstraction 展 / ニューヨーク近代美術館、ニューヨーク
- 1960年 主観写真展 / 小西六ギャラリー、東京
- 1960年 全日本写真サロン審査員　東京
- 1963年 朱泉会展

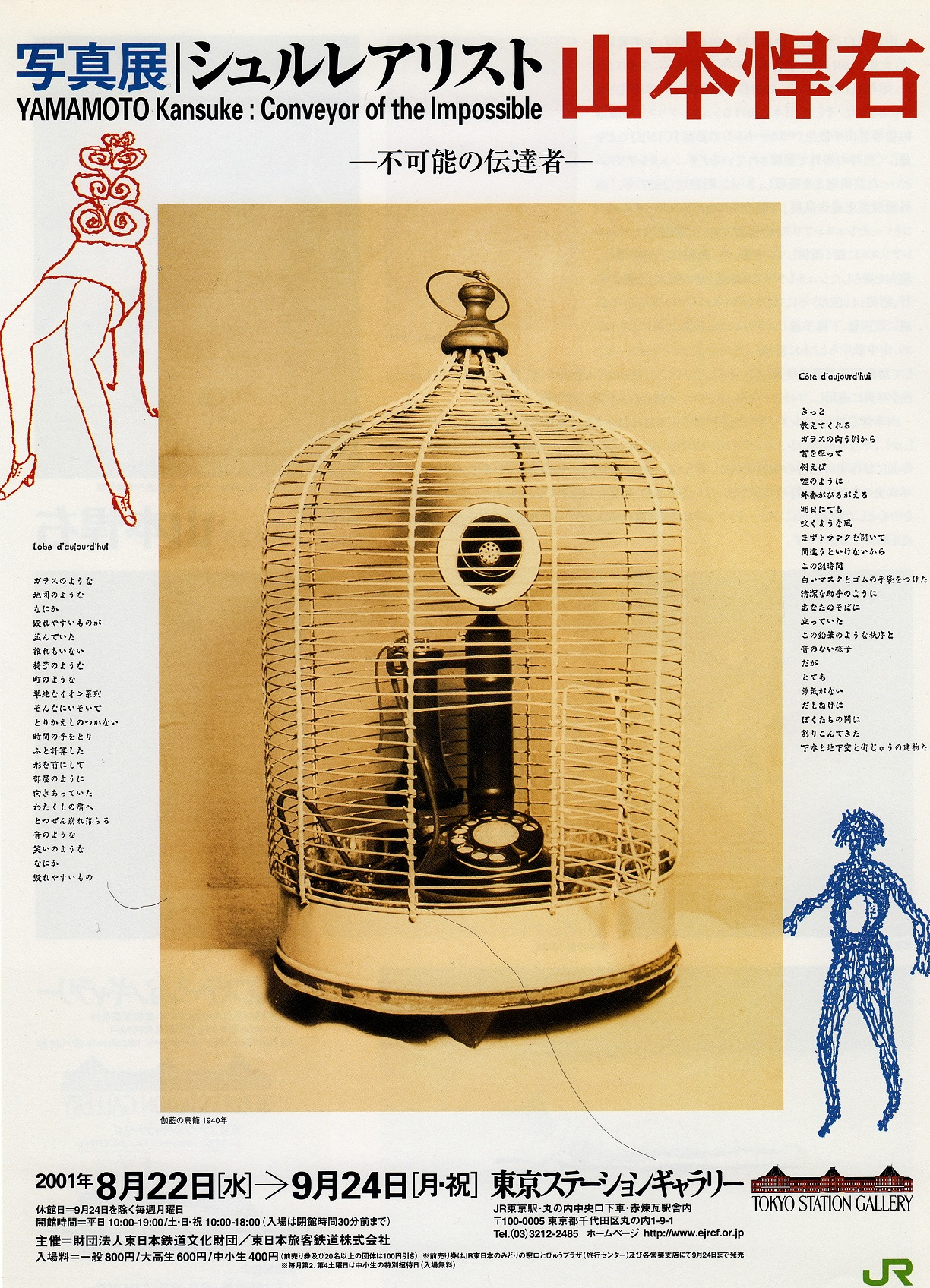
シュルレアリスト -不可能の伝達者- 山本悍右展 東京ステーションギャラリー 2001年

- 1963年-1964年 ナゴヤファイブ展 / 富士フォトサロン、東京 他
- 1965年 VOU形象展　風月堂　東京 新宿
- 1968年 VERB展 / 愛知県美術館
- 1969年  VOU写真詩展  壱番館画廊　東京
- 1978年-1982年 全日本写真連盟中部本部委員展 / 愛知県美術館
- 1983年 山本悍右絵展 / 名古屋・新フランス学院
- 1986年 フォトアヴァンギャルド イタリアと日本 展 / ザ・コンテンポラリー・アートギャラリー、西武百貨店、東京
- 1986年 VOU 展 / Museum of Art、ロードアイランド・スクール・オブ・デザイン、ロードアイランド
- 1988年 The Art of Modern Japanese Photography 展 /Two Houston Center、ヒューストン
- 1988年 山本悍右展 / 銀座・IMAGINATION MARKET Q & P、東京
- 1988年 写真芸術の150年 フランス・日本・アメリカ 展 / つかしんホール、尼崎
- 1988年 日本の芸術写真 1920－1940 展 / コニカ・プラザ（現・コニカミノルタプラザ）、東京
- 1988年 日本の写真 1930年代展 / 神奈川県立近代美術館
- 1989年 名古屋のフォト・アヴァンギャルド展/ 名古屋市美術館
- 1990年 静物：ことばなき物たちの祭典 / 静岡県立美術館
- 1990年 日本のシュールレアリスム展 / 名古屋市美術館
- 1990年 名古屋のモダニズム 1920's-1930's 展 / INAXギャラリー、名古屋
- 1995年 日本の近代写真の成立と展開 展 / 東京都写真美術館
- 1995年 モダニズムの時代 展 / 東京都写真美術館
- 1995年 コラージュ 現代美術の手法 展 / 練馬区立美術館
- 2001年 Modern Photography in Japan 1915-1940 展 / アンセル・アダムス・センター、サンフランシスコ
- 2001年 写真展 シュルレアリスト 山本悍右 - 不可能の伝達者 - / 東京ステーションギャラリー（東日本鉄道文化財団・東日本旅客鉄道株式会社主催）[17]
- 2003年 日本写真史 展 / ヒューストン美術館、ヒューストン 他

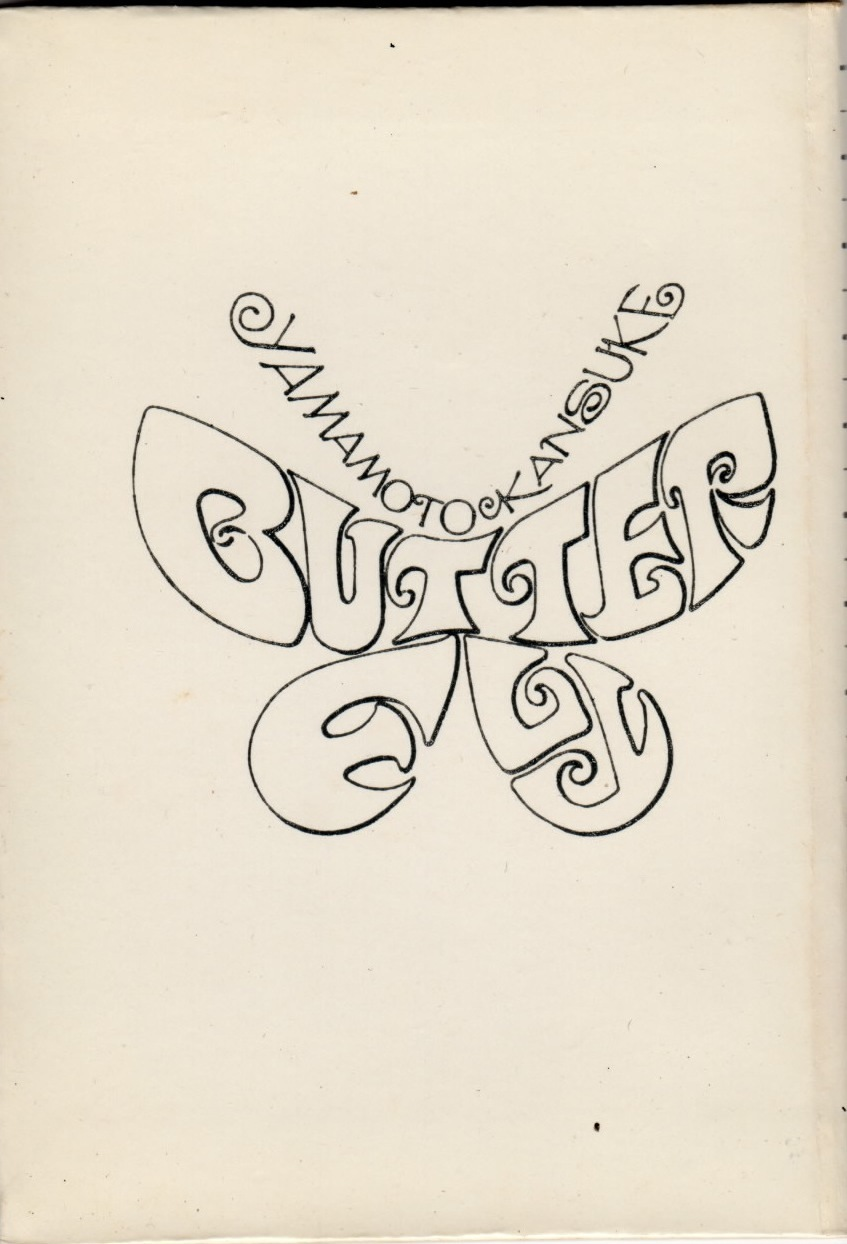
『バタフライ』 山本悍右著

- 2004年 郷土の美術 展 / 名古屋市美術館
- 2005年 写真はものの見方をどのように変えてきたか 展 / 東京都写真美術館
- 2006年 山本悍右展 / Stephen Wirtz Gallery、San Francisco, U.S.A.
- 2006年 キュレーターズ・チョイス展 / 東京都写真美術館
- 2006年 『名古屋』の美術　－これまでとこれから－ 展 / 名古屋市美術館
- 2006年 コラージュとフォトモンタージュ 展 / 東京都写真美術館
- 2006年 山本悍右の世界 / 新島講座　同志社大学東京オフィス
- 2007年 The New Modern: Pre- and Post-War Japanese Photography 展 / サンタバーバラ美術館、サンタバーバラ[18][19]
- 2007年 コレクションによる　シュルレアリスムの世界 展 / 名古屋市美術館
- 2007年 20世紀美術探検 展 / 国立新美術館、東京
- 2008年 シュルレアリスムと写真 展 / 東京都写真美術館
- 2009年 名古屋市美術館 20年のあゆみ 展 / 名古屋市美術館
- 2010年 コレクションを極める 展 / 名古屋市美術館
- 2012年 Drawing Surrealism 展 / ロサンゼルス郡美術館、ロサンゼルス[20]
- 2012年 日本・オブジェ　1920－70年代 展 / うらわ美術館

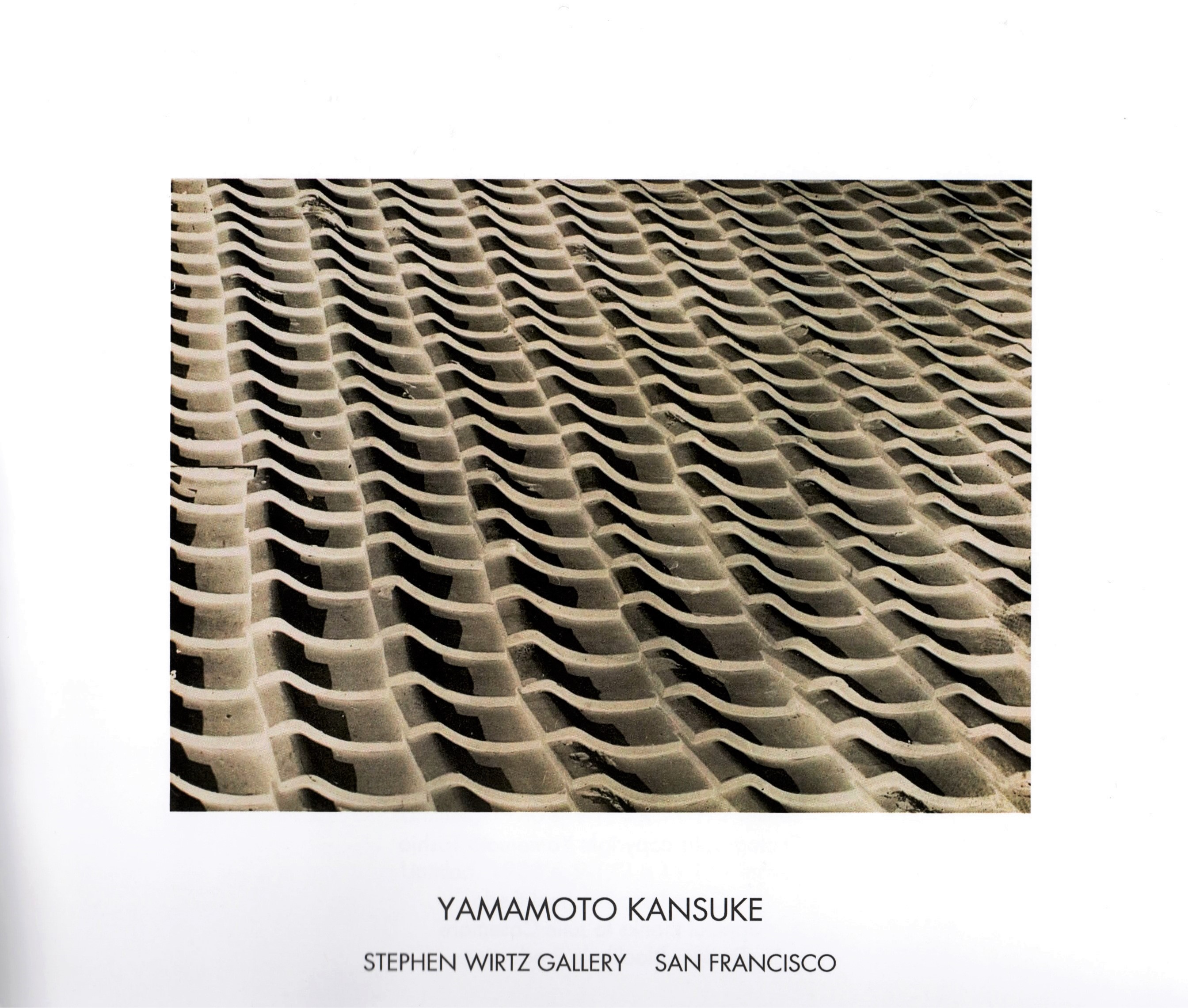
Kansuke Yamamoto exhibition 2006. STEPHEN WIRTZ GALLERY, SAN FRANCISCO.

- 2013年 Drawing Surrealism 展 / モルガン・ライブラリー、ニューヨーク[21]
- 2013年 Japan's Modern Divide: The Photographs of Hiroshi Hamaya and Kansuke Yamamoto 展 / J・ポール・ゲティ美術館、Los Angeles, U.S.A.[22][23]
- 2014年 親子で楽しむアートの世界 展 / 名古屋市美術館
- 2015年 20世紀日本美術再見 1940年代展 / 三重県立美術館
- 2015年 Paris Photo 2015 / グラン・パレ, パリ, フランス

Paris Photo 2015 amanasalto 山本悍右作品

- 2016年 アートセントラル香港（アマナサルト）
- 2016年 Kansuke Yamamoto展 / Taka Ishii Gallery New York、ニューヨーク
- 2016年 アート・バーゼル (Taka Ishii Gallery)、バーゼル, スイス
- 2016年 Frieze London (Taka Ishii Gallery)、ロンドン, イギリス
- 2016年 Paris Photo 2016(Taka Ishii Gallery) / グラン・パレ, パリ, フランス
- 2016年 BLACK SUN/RED MOON 展 / RATIO 3, San Francisco, U.S.A.
- 2016年 Japanese Photography from Postwar to Now 展 / サンフランシスコ近代美術館, San Francisco, U.S.A.
- 2017年 山本悍右 展 / Taka Ishii Gallery Photography / Film, 六本木, 東京
- 2017年 日本のシュルレアリスム写真 展 / Taka Ishii Gallery Tokyo, 六本木, 東京
- 2017年 アート・バーゼル香港 (Taka Ishii Gallery)、香港
- 2017年 Kansuke Yamamoto展 / Taka Ishii Gallery New York、ニューヨーク
- 2017年 SP-Arte (Taka Ishii Gallery)、Fundação Bienal de São Paulo, サンパウロ, ブラジル
- 2017年 アート・バーゼル (Taka Ishii Gallery)、バーゼル, スイス

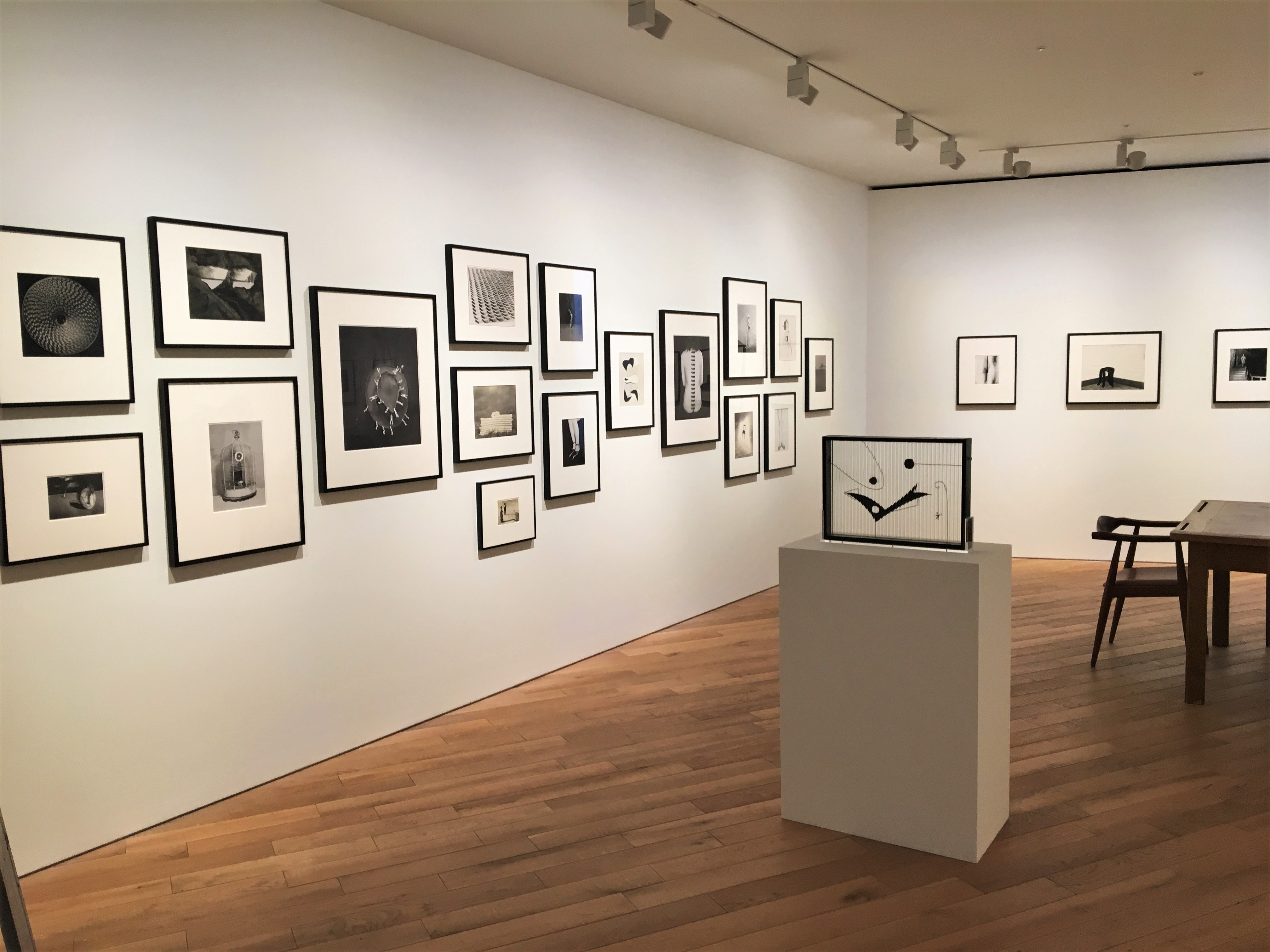
山本悍右展 2017　タカ・イシイギャラリー　東京

- 2017年　Frieze London (Taka Ishii Gallery)、ロンドン, イギリス
- 2017年 Paris Photo 2017(Taka Ishii Gallery) / グラン・パレ, パリ, フランス
- 2018年 『光画』と新興写真 - モダニズムの日本 展　/ 東京都写真美術館
- 2018年 Shape of Light - 100 Years of Photography and Abstract Art 展 / テート・モダン, テート・ブリテン, ロンドン, イギリス[24]
- 2018年 Kansuke Yamamoto展 / Taka Ishii Gallery New York、ニューヨーク
- 2018年 Kansuke Yamamoto展 / Nonaka-Hill Los Angeles

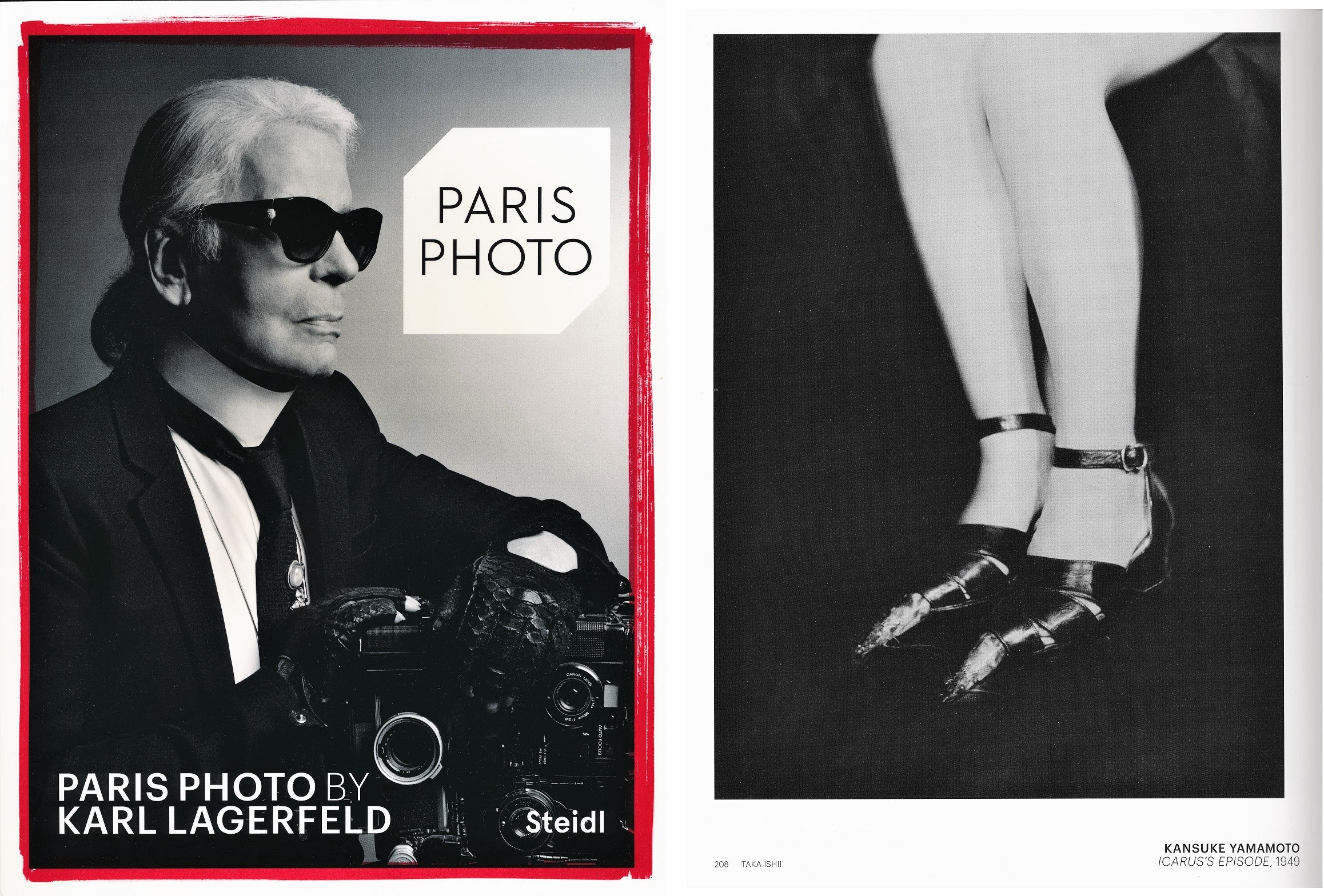
山本悍右の作品 KANSUKE YAMAMOTO. “Icarus’s Episode,” 1949

- 2019年 Homage to the Bauhaus 展 / Djanogly Gallery, Nottingham Lakeside Arts Centre, ノッティンガム, イギリス
- 2019年アイチアートクロニクル1919-2019 展 / 愛知県美術館, 愛知
- 2019年　"Japanese Photography – 1930s - 1970s",  Mai 36 Galerie, Zurich　スイス
- 2021年 「写真の都」物語 ―名古屋写真運動史:1911-1972― 展 / 名古屋市美術館
- 2021年 2021年度第2期コレクション展 / 愛知県美術館[25]
- 2021年 “Surrealism Beyond Borders” / メトロポリタン美術館、ニューヨーク[26]
- 2022年 ”Going Global: Abstract Art at Mid-Century”  / サンタバーバラ美術館、サンタバーバラ
- 2022年 アヴァンガルドの勃興　近代日本の前衛写真 展 / 東京都写真美術館
- 2022年 Paris+ par Art Basel  / グラン・パレ, パリ, フランス
- 2023年 - '24年　シュルレアリスムと日本　京都文化博物館　板橋区立美術館　三重県立美術館
- 2024年　名古屋モダニズム詩展　文化のみち二葉舘
- 2024年　Paris Photo 2024 （Michael Hoppen Gallery)
- 2024 - '25年　Kansuke YAMAMOTO Exhibit. Michael Hoppen Gallery, London
- 2025年　BUTSUDORI :The Photographic Expression of "Object"　滋賀県立美術館

## 参考文献

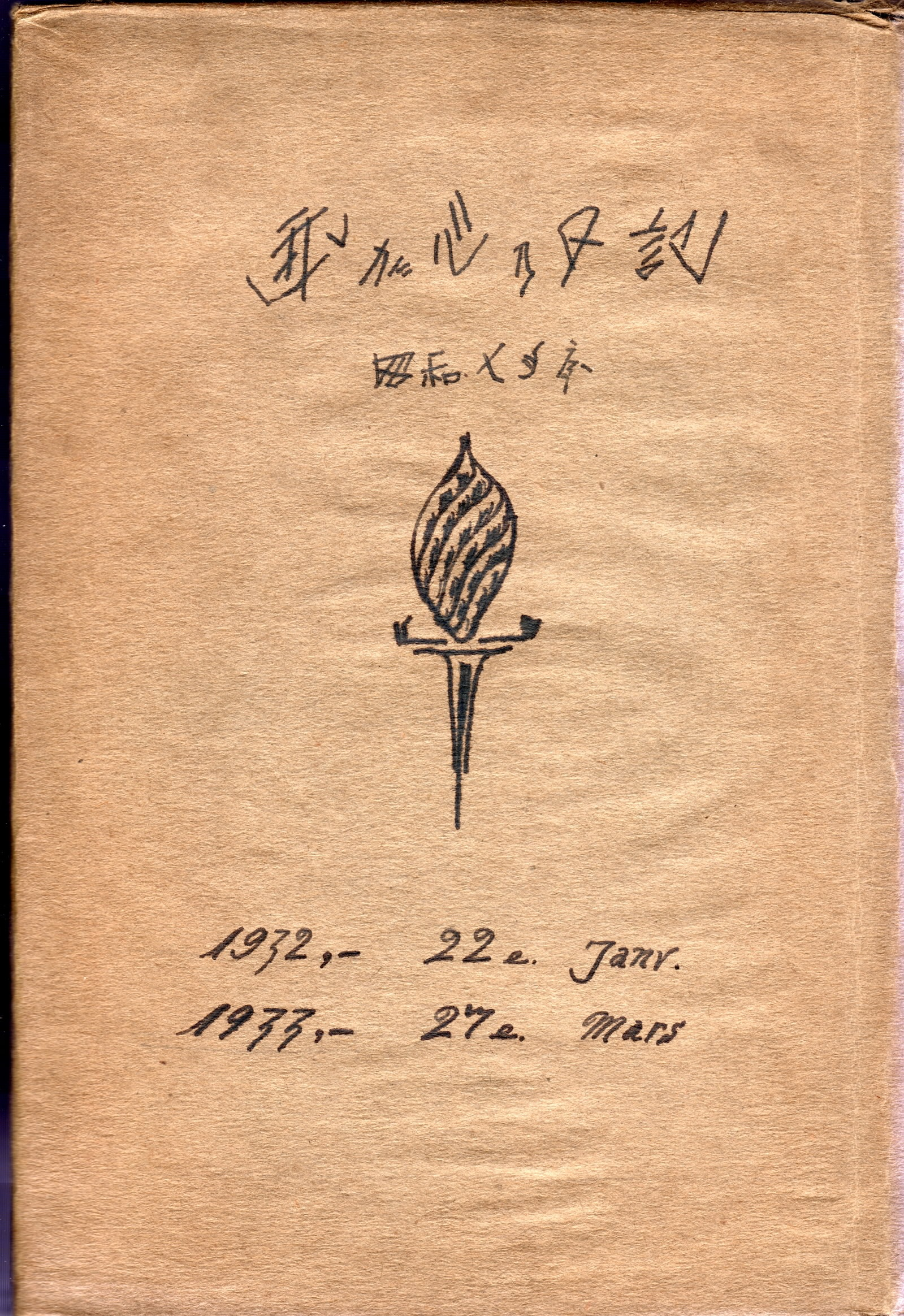
我が心乃日記（山本悍右日記） 昭和七年度（1932年 – 1933年）

## 個展図録
- 『Kansuke Yamamoto』 / エッセー：金子隆一 発行：タカ・イシイギャラリー 2017
- 『Japan's Modern Divide: The Photographs of Hiroshi Hamaya and Kansuke Yamamoto』 / 寄稿：飯沢耕太郎、金子隆一、Jonathan M. Reynolds　編集：Judith Keller、Amanda Maddox　発行：J・ポール・ゲティ美術館　2013
- 『YAMAMOTO KANSUKE』 STEPHEN WIRTZ GALLERY  SAN FRANCISCO  2006
- 『写真展 シュルレアリスト 山本悍右―不可能の伝達者―』 / 監修：ジョン・ソルト、金子隆一　編集：山本俶生　発行：財団法人東日本鉄道文化財団　2001
- KANSUKE YAMAMOTO  text@ Lucy Fleming Brown, Publisher: Guiding Light, 2024 London

## 主要な作品
- 或る人間の思想の発展…靄と寝室, 1932, 山本悍右, コラージュ & ゼラチン・シルバー・プリント. 名古屋市美術館 所蔵作品.
- 題不詳, 1933, 山本悍右, ゼラチン・シルバー・プリント, 25.2 × 30.0 cm. 個人所蔵. .
- 題不詳, 1938, 山本悍右, ゼラチン・シルバー・プリント, 18.7 × 24.5 cm.
- 題不詳, 1938, 山本悍右, ゼラチン・シルバー・プリント, 15.9 × 24.6 cm. 名古屋市美術館 所蔵作品.
- 題不詳, 1939, 山本悍右, ゼラチン・シルバー・プリント, 24.4 × 29.6 cm.
- 無題, 1930年代, 山本悍右, ゼラチン・シルバー・プリント, 43.8 × 36.2 cm.
- 伽藍の鳥籠, 1940, 山本悍右, ゼラチン・シルバー・プリント, 25.7 × 17.9 cm. シカゴ美術館　所蔵作品.
- 「伽藍の鳥籠」のヴァリエーション, 1940, 山本悍右, ゼラチン・シルバー・プリント, 30.2 × 24.8 cm.  名古屋市美術館 所蔵作品.
- 自画像, 1940, 山本悍右, ゼラチン・シルバー・プリント, 46.0 × 56.4 cm. 個人所蔵.
- 題不詳, 1940年頃, 山本悍右, ゼラチン・シルバー・プリント, 25.2 × 17.7 cm.
- 帆船の見える風景, 1941, 山本悍右, コラージュ, 24.5 × 30.3 cm.
- 自画像, 1949, 山本悍右, ゼラチン・シルバー・プリント, 25.2 × 17.9 cm. 個人所蔵.
- 海の見える風景, 1949, 山本悍右, ゼラチン・シルバー・プリント, 27.0 × 18.4 cm.
- 夢の通路, 1949, 山本悍右, ゼラチン・シルバー・プリント, 30.0 × 24.9 cm.
- 閉じた肉体, 1949, 山本悍右, ゼラチン・シルバー・プリント, 31.1 × 24.8 cm. サンタバーバラ美術館蔵
- 漂流記, 1949, 山本悍右, コラージュ, 30 × 24.8 cm. J・ポール・ゲティ美術館 所蔵作品
- はなやかな出発, 1950, 山本悍右, ゼラチン・シルバー・プリント, 27.8 × 22.7 cm.
- 浮遊する都市, 1950, 山本悍右, コラージュ, 15.7 × 22.4 cm. 個人所蔵.
- イサム・ノグチ, 1950, 山本悍右, ゼラチン・シルバー・プリント, 23.4 × 18.2 cm.
- 追憶, 1953, 山本悍右, ゼラチン・シルバー・プリント, 31.1 × 25.4 cm.
- 憩いの季節, 1953, 山本悍右, ゼラチン・シルバー・プリント, 27.5 × 22.9 cm. 個人所蔵.
- 眠りの海, 1953, 山本悍右, ゼラチン・シルバー・プリント, 37.6 × 31.0 cm. 個人所蔵.
- 冗談の分娩, 1956, 山本悍右, ゼラチン・シルバー・プリント, 42.5 × 55.6 cm. 個人所蔵.
- バラとシャベル, 1956, 山本悍右, ゼラチン・シルバー・プリント, 31.9 × 34.9 cm. 個人所蔵.
- 風景とたそがれの距離, 1956, 山本悍右, クロモジェニック・プリント, 43.2 × 56.5 cm.
- 美しい通行人,山本悍右, クロモジェニック・プリント.
- 空気のうすいぼくの部屋, 1956, 山本悍右, ゼラチン・シルバー・プリント, 34.9 × 42.9 cm. 個人所蔵.
- 空気のうすいぼくの部屋, 1956, 山本悍右, ゼラチン・シルバー・プリント, 35.2 × 42.2 cm. 個人所蔵.
- 空気のうすいぼくの部屋, 1956, 山本悍右, ゼラチン・シルバー・プリント, 35.4 × 43 cm. 個人所蔵.
- 空気のうすいぼくの部屋, 1956, 山本悍右, ゼラチン・シルバー・プリント, 35.2 × 42.9 cm. 個人所蔵.
- 通り過ぎた人, 1956, 山本悍右, ゼラチン・シルバー・プリント. 個人所蔵.
- 冷たい人, 1956, 山本悍右, ゼラチン・シルバー・プリント, 43.8 × 36.2 cm. スミソニアン博物館所蔵
- 「黄檗」シリーズより, 1956, 山本悍右, ゼラチン・シルバー・プリント.
- 歴史の素性, 1956, 山本悍右, クロモジェニック・プリント, 52.5 × 47.8 cm.
- 閉ざされた部屋, 1958, 山本悍右, ゼラチン・シルバー・プリント, 35.9 × 45.0 cm.
- 忘れた人, 1958, 山本悍右,   J・ポール・ゲティ美術館 所蔵作品.
- （固い、コバルトの砂漠を・・・）, 1958, 山本悍右
- 私のベンチ, 1963, 山本悍右, ゼラチン・シルバー・プリント.
- 馬の胴体の中で考えていたい, 1964, 山本悍右 ゼラチン・シルバー・プリント, 22.7 × 18.1 cm. J・ポール・ゲティ美術館 所蔵作品.
- 朝、突然に, 1968, 山本悍右.
- ルーペ rendez-vous, 1970, 山本悍右.
- バタフライ, 1970, 山本悍右, ゼラチン・シルバー・プリント.
- 銀製の器と籠の中の鳩よ 今日とつぜん活字のように春の雨が降る シオランよ いつかまた話すこともあるだろう, 1979, 山本悍右.
- 黒い火薬の爆発するバラの花のしたの 少女は編み毛をなびかせて広場を走る あかつきが笑い声をたてて肩を揺った, 1983, 山本悍右.

## 著書
- 1938年〜『夜の噴水』

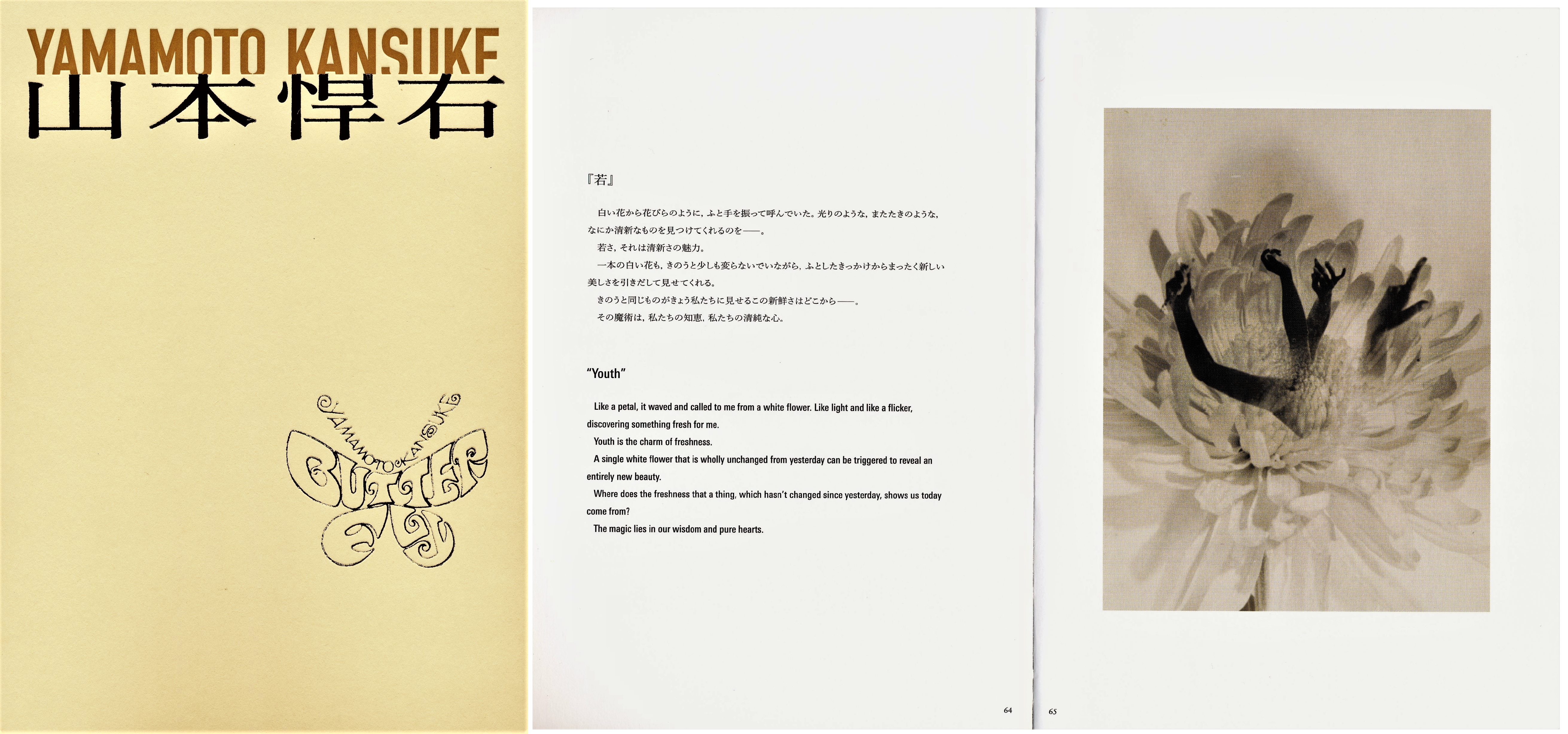
山本悍右 2017年4月 日本芸術写真協会発行

- 1970年 『バタフライ』 名古屋豆本刊（自装）
- 2017年『Kansuke Yamamoto』　Photographs and texts. Published by : Fine-Art Photography Association Tokyo

## 系譜
山本家の先祖は1332年に後醍醐天皇の倒幕隠謀が露顕し隠岐島に流された時、美濃岐礼庄に配流された中納言大江貞奥（?-1334年）で、子孫が山本と称した。その子、山本判官桜待中納言大江貞元は「太平記」の吉野の戦いに記述がある。岐礼庄は現在の岐阜県揖斐川町にあり明治時代の中ごろ祖父の代まで居住していた。山本悍右は貞奥より本家25代目である。
初代:山本中納言大江貞奥 - 2代:山本桜待中納言貞元 - 3代:貞行 - 4代:貞房 - 5代:貞常 - 6代:貞安 - 7代:貞純 - 8代:貞時 - 9代:貞光 - 10代:貞直 = 11代:数馬貞正 - 12代:貞久 - 13代:重貞 - 14代:貞宅 - 15代:貞継 - 16代:貞昌 - 17代:治五右衛門貞宅 - 18代:作兵衛貞重 - 19代:五左衛門貞時 - 20代:五左衛門貞栄 - 21代:五左衛門貞篤 - 22代:五左衛門貞陳 = 23代:久吉貞路 - 24代:五郎貞真 - 25代:悍右

## 文献

### 展覧会カタログ
- 『名古屋のフォト・アヴァンギャルド』, 名古屋市美術館, 1989
- 『日本のシュールレアリスム 1925−1945』, 名古屋市美術館, 1990
- 『日本の近代写真の成立と展開』, 東京都写真美術館, 1995
- 『写真展 シュルレアリスト 山本悍右―不可能の伝達者―』監修：ジョン・ソルト・金子隆一, 編集：山本俶生・稲田威郎・田中晴子, 発行：財団法人東日本鉄道文化財団, 2001
- “The History of Japanese Photography”, Anne Wilkes Tucker, Dana Frs-Hansen II, Dana Friis-Hansen, 金子隆一, 竹葉丈, 飯沢耕太郎, 木下直之, イェール大学出版局, 2003
- “Drawing Surrealism”, Leslie Jones, Isabelle Dervaux, Susan Laxton, Prestel Pub, 2012
- "Japan's Modern Divide: The Photographs of Hiroshi Hamaya and Kansuke Yamamoto", 寄稿：飯沢耕太郎、金子隆一、Jonathan M. Reynolds, 編集：Judith Keller、Amanda Maddox, 発行： Getty Publications, 2013
- "Shape of Light - 100 Years of Photography and Abstract Art" Tate Modern,London 2018. Edited by Simon Baker and Emmanuelle de I'Ecotais. With Shoair Mavlian. Tate Publishing

その他多数

### 書籍
- 名古屋市美術館 編集： 神谷浩・角田美奈子, 執筆： 山脇一夫・吉田俊英・深谷克彦・山田諭・竹葉丈・角田美奈子・原沢暁子・伊藤優子『名古屋市美術館コレクション選』, 1998
- 長野重一・飯沢耕太郎・木下直之『日本の写真家〈15〉小石清と前衛写真』, 岩波書店，1999
- 東京都写真美術館『日本写真家事典―東京都写真美術館所蔵作家 (東京都写真美術館叢書)』淡交社, 2000
- ジョン・ソルト（訳：田口哲也）編集委員：高階秀爾・小島孝之・大橋良介・田中優子・橋本典子「日本のシュルレアリスム 山本悍右をめぐって」日本の美学 第35号, 燈影舎，2002
- 千葉一幹『写真展シュルレアリスト山本悍右—不可能の伝達者』「展覧会カタログの愉しみ」編著：今橋映子, 東京大学出版会, 2003
- 飯沢耕太郎『眼から眼へ 写真展を歩く 2001−2003』みすず書房, 2004
- 藤村里美、東京都写真美術館『写真の歴史入門 第2部「創造」モダンエイジの開幕』, 新潮社, 名古屋市美術館, 2005
- 田口哲也『山本悍右の世界 : 世界に誇る日本のシュールレアリスト写真家』同志社, 2007
- ジョン・ソルト『北園克衛の詩と詩学 意味のタペストリーを細断する』監訳：田口哲也, 思潮社, 2010
- 石原輝雄『三條廣道辺り—戦前京都の詩人たち』, 銀紙書房, 2011
- Majella Munro, "Communicating Vessels: The Surrealist Movement in Japan 1925-70", Enzo Arts and Publishing Limited, 2012
- 飯澤耕太郎、伊奈信男、John Szarkowski、黃亞紀『寫真物語(上)：日本攝影大師語錄1889-1989』編者：黃亞紀, 亦安工作室, 2012
- 飯沢耕太郎『深読み! 日本写真の超名作100』パイインターナショナル, 2012
- 木下信三「山本悍右 (1914-1887)」『東海の異才・奇人列伝』風媒社, 2013
- Melusine n.36, Editions L'Age d'Homme, 2016 Paris.
- PARIS PHOTO BY KARL LAGERFELD. Production and printing: Steidl, 2017

### 記事
- Taylor Mignon, "A ‘subversive’ finally brought in from the cold", ジャパンタイムズ, 2001年8月15日
- John Solt, "Perception, Misperception, Nonperception", Milk Magazine, 2005年
- REAR, "再発見: 名古屋の写真史", Rear, Vol.14, 2006年
- Alissa J. Anderson, "Before and After the Bomb", Santa Barbara Independent, 2007年2月1日
- “写美で「シュルレアリスムと写真」展－マン・レイや植田正治の作品も”, シブヤ経済新聞, 2008年3月13日
- Suzanne Muchnic, "At the Getty, a focus on Asian photographs", ロサンゼルス・タイムズ, 2009年4月15日
- Roberta Smith, "Squiggles From the Id or Straight From the Brain", ニューヨーク・タイムズ, 2013年1月24日
- Ánxel Grove, "Exhiben a Hamaya y Yamamoto, dos deslumbrantes fotógrafos japoneses de principios del XX", 20ミヌートス, 2013年
- Claire O'neill, "Japanese Photography: A Tale Of Two Artists", ナショナル・パブリック・ラジオ, 2013年3月12日
- Bill Bush, "Modern Architecture In L.A.: This Artweek.LA (March 25, 2013)", ハフィントン・ポスト, 2013年3月26日
- Marc Haefele, "PHOTOS: Realism meets Surrealism in Getty Japanese photography exhibit", Southern California Public Radio, 2013年3月27日
- Richard B. Woodward, "The Realist and the Surrealist", ウォール・ストリート・ジャーナル, 2013年4月3日
- Meher McArthur, “Japan’s Photographer Reflect the Realities of a Changing World”, Southern California Cultural Journal, KCET, 2013年4月18日
- Lauren Russell, "A surreal take on 20th-century Japan", CNN Photos - CNN.com blogs, 2013年5月6日
- Danielle Sommer, “From Los Angeles: Japan’s Modern Divide”, Art Practical, 2013年5月6日
- Bondo Wyszpolski, “Japan’s Modern Divide: the Photographs of Hiroshi Hamaya and Kansuke Yamamoto”, EasyReaderNews, 2013年5月12日
- Catherine Wagley, “Japan’s Modern Divide: the Photographs of Hiroshi Hamaya and Kansuke Yamamoto”, photograph, 2013年5月28日
- Smith, Douglas F., “Japan's Modern Divide: The Photographs of Hiroshi Hamaya and Kansuke Yamamoto”, Library Journal;6/15/2013, Vol. 138 Issue 11, p88, 2013年
- Leah Ollman, “2 Japanese photographers, 2 cultural camps at Getty Museum”, ロサンゼルス・タイムズ, 2013年6月22日
- Colin Pantall, “Japan’s Modern Divide: the Photographs of Hiroshi Hamaya and Kansuke Yamamoto”, photo-eye Blog, 2013年7月18日
- 堀山明子, “サラダ・ボウル：シュールジャパン＝堀山明子”, 毎日新聞, 2013年8月19日
- 青木映子, "The Pacific Rim Divide of “Japan’s Modern Divide”, Trans-Asia Photography Review, Hampshire College, Volume 4, Issue 1: Archives, 2013年秋
- 青木映子, “Behind the Folding Screen of “Japan’s Modern Divide” An interview with the curators of the Getty Museum’s Hiroshi Hamaya and Kansuke Yamamoto Photo Exhibit”, Kyoto Journal, vol.79, 2014年2月23日
- Montse Álvarez, “Con Kansuke Yamamoto en la penumbra de lo real”, ABC Color, 2014年5月11日

### ビデオ
- SoCal Japan News Digest , 2013年4月6日,  UTB Hollywood

## 写真ギャラリー

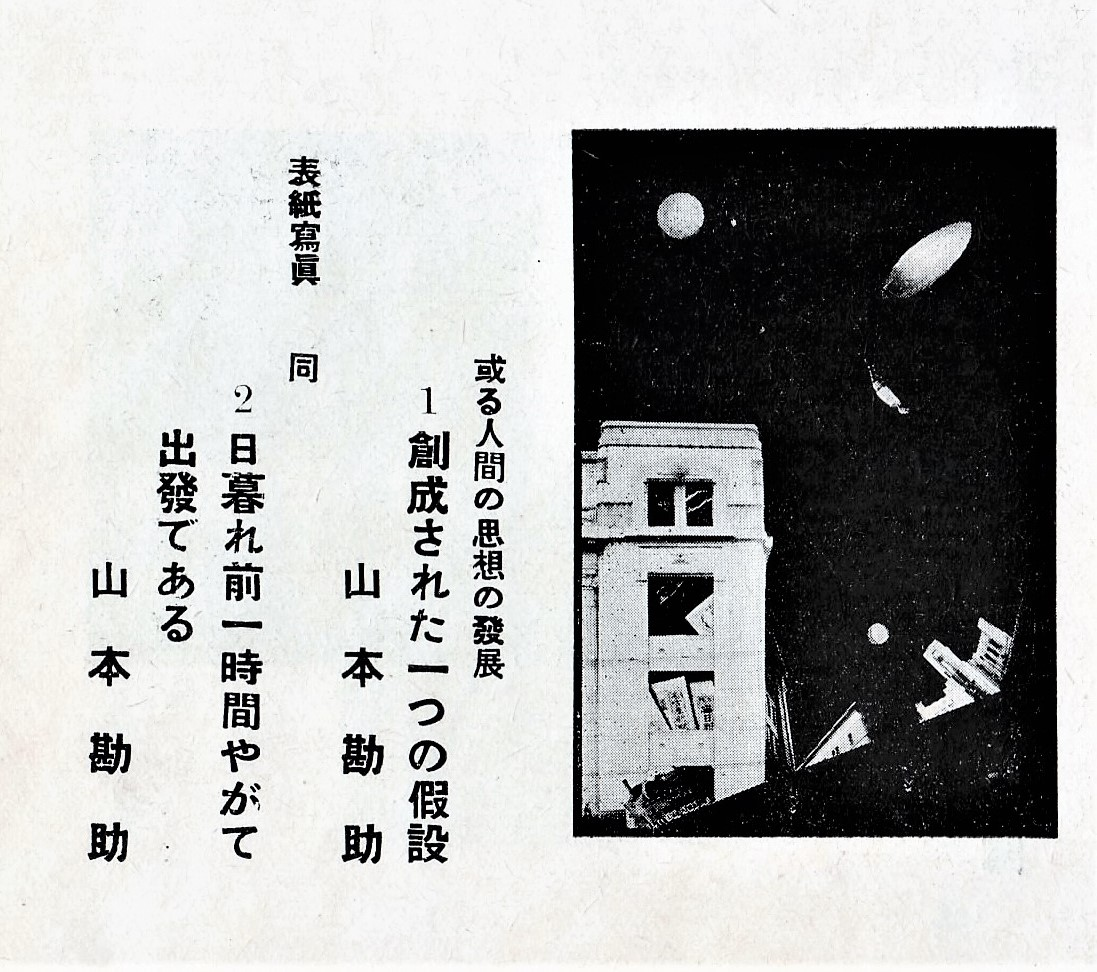
或る人間の思想の発展 創成された一つの仮設 1932
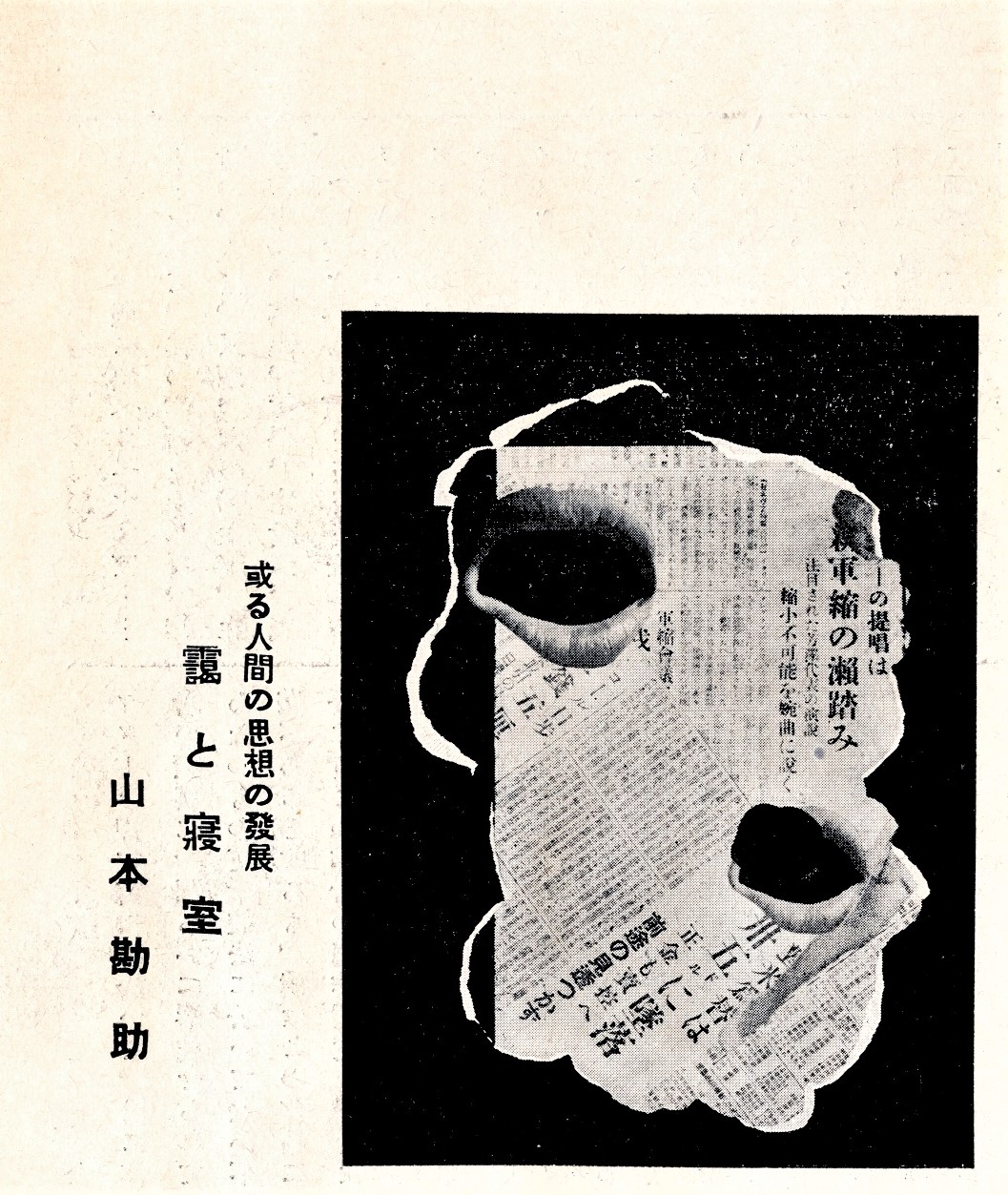
或る人間の思想の発展 靄と寝室 1932
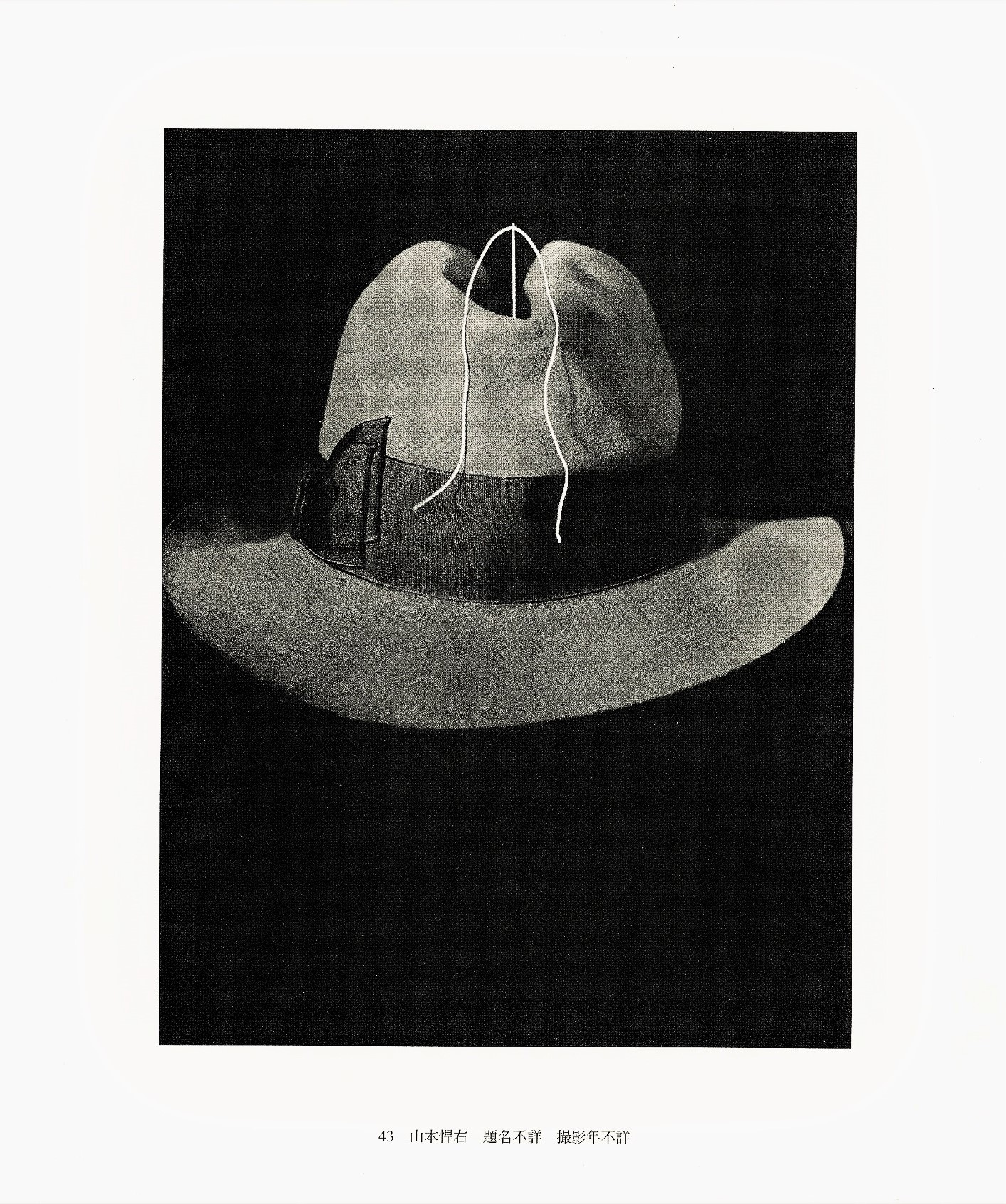
Title unknown  1940
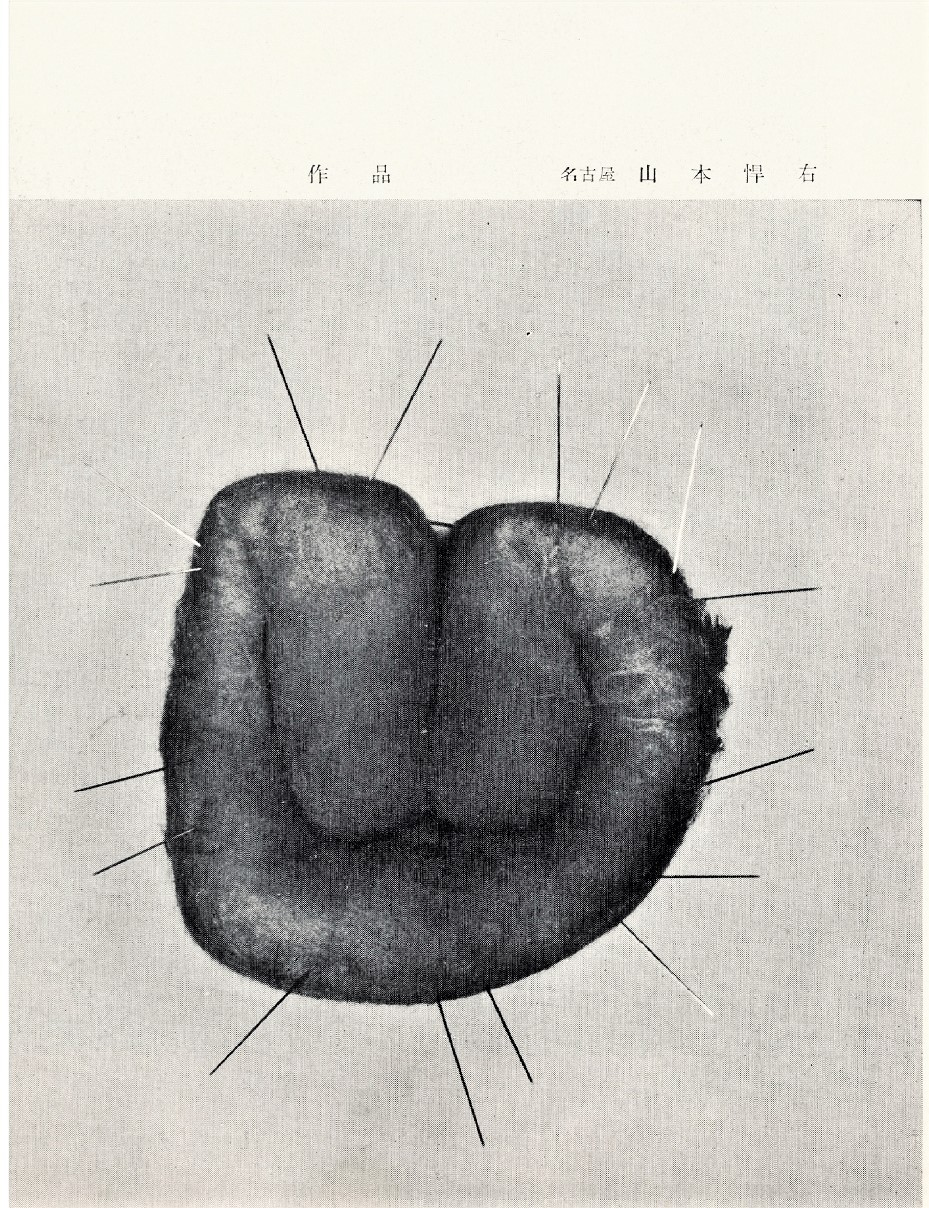
作品 195 　写真手帖掲載
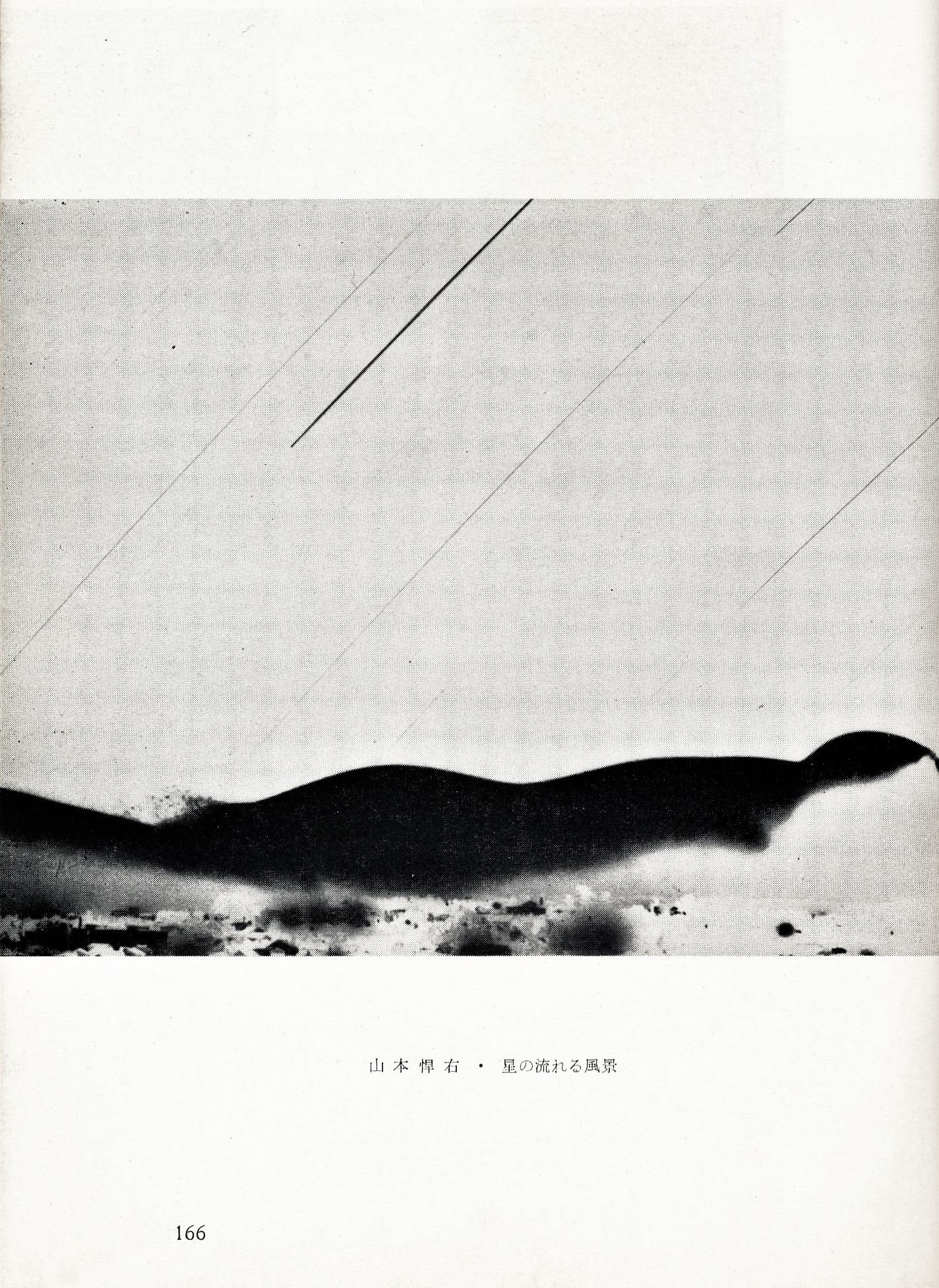
星の流れる風景 1956
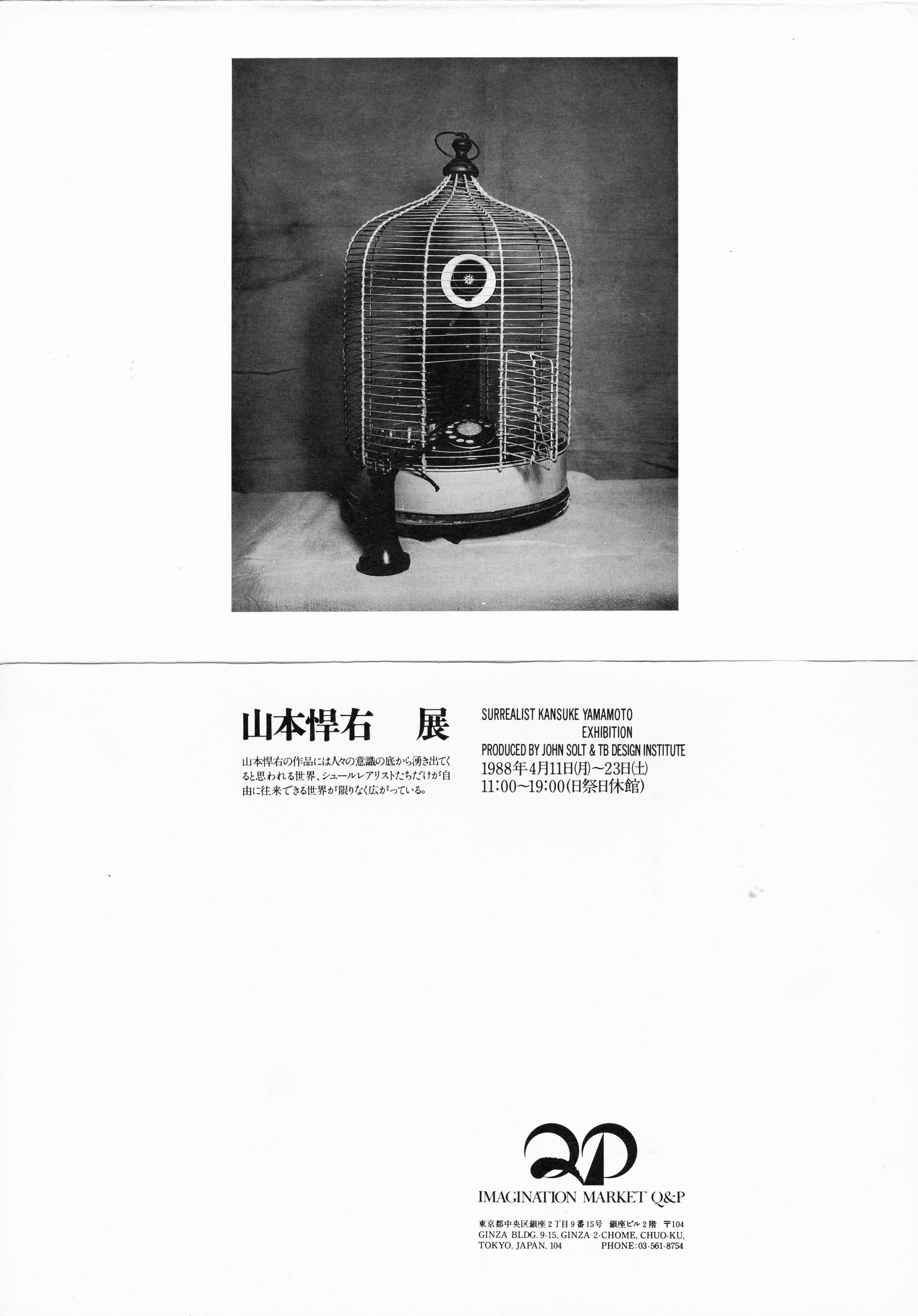
山本悍右展 1988 Tokyo.
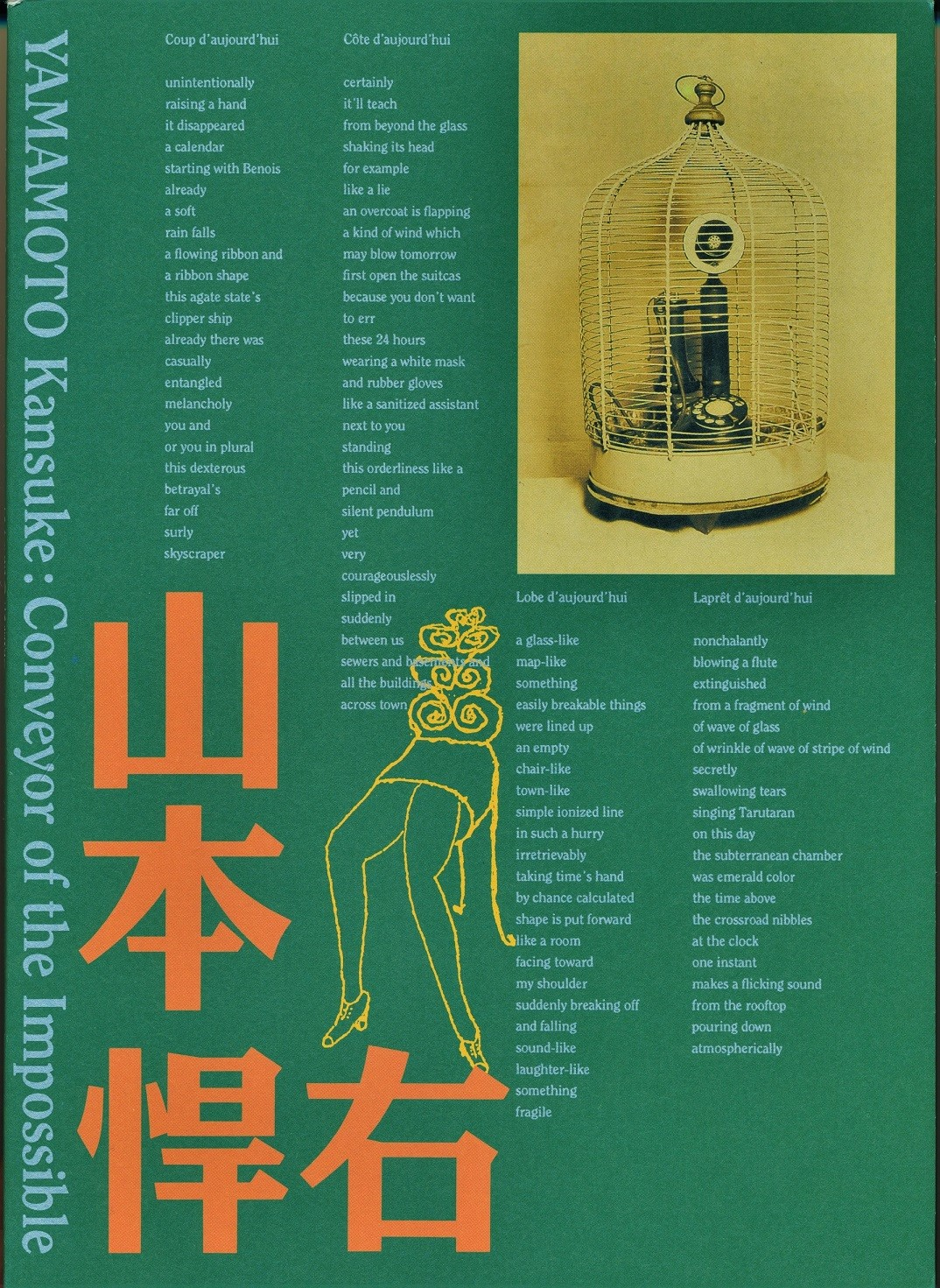
山本悍右展 2001 東京ステーションギャラリー
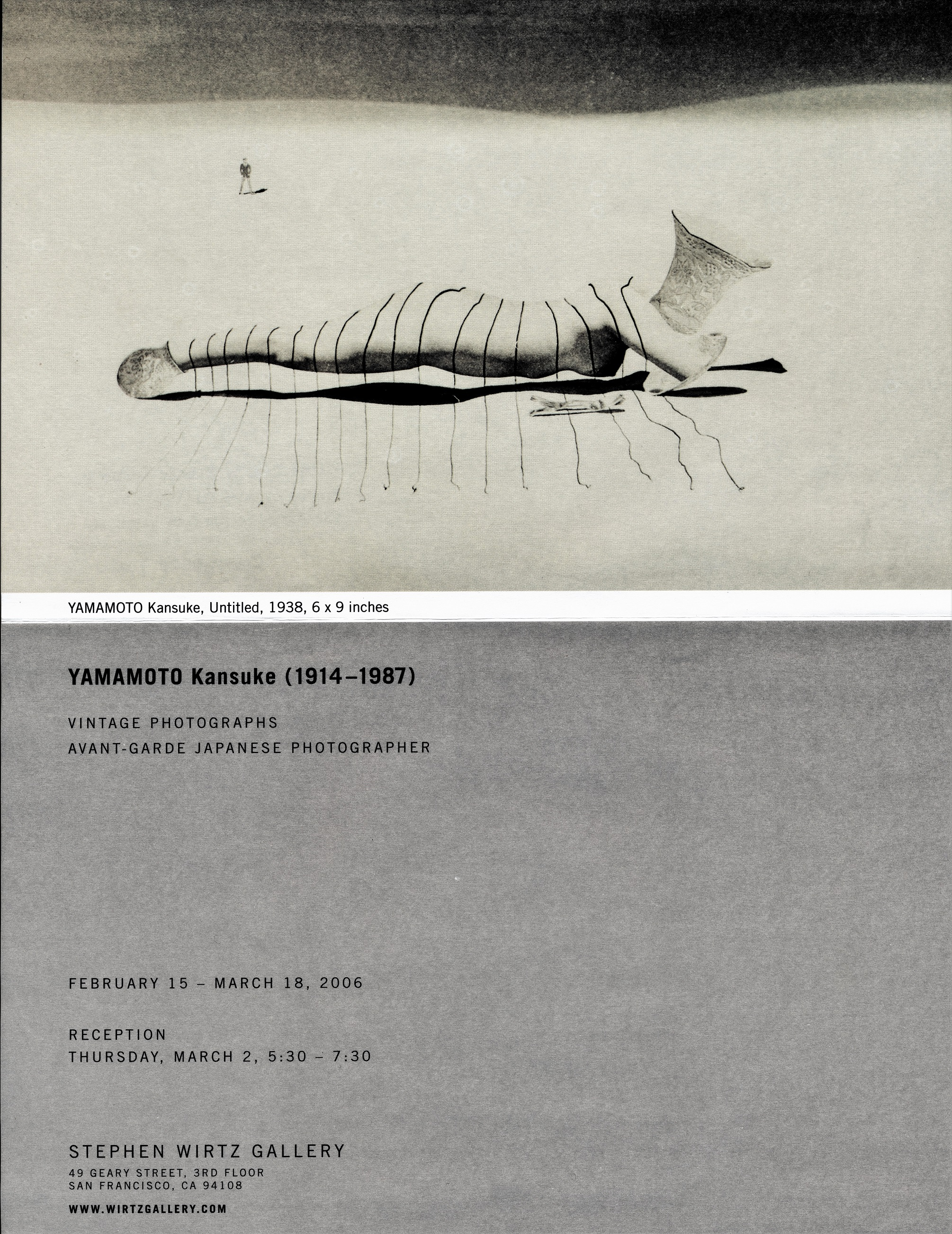
山本悍右展 2006 Stephen Wirtz Gallery サンフランシスコ
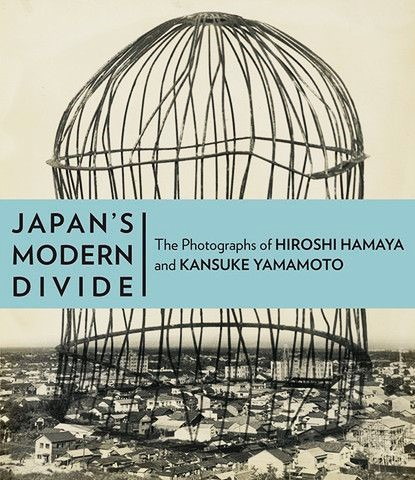
Japan's Modern Divide展 山本悍右 & 浜谷浩　2013 Getty Museum L.A.
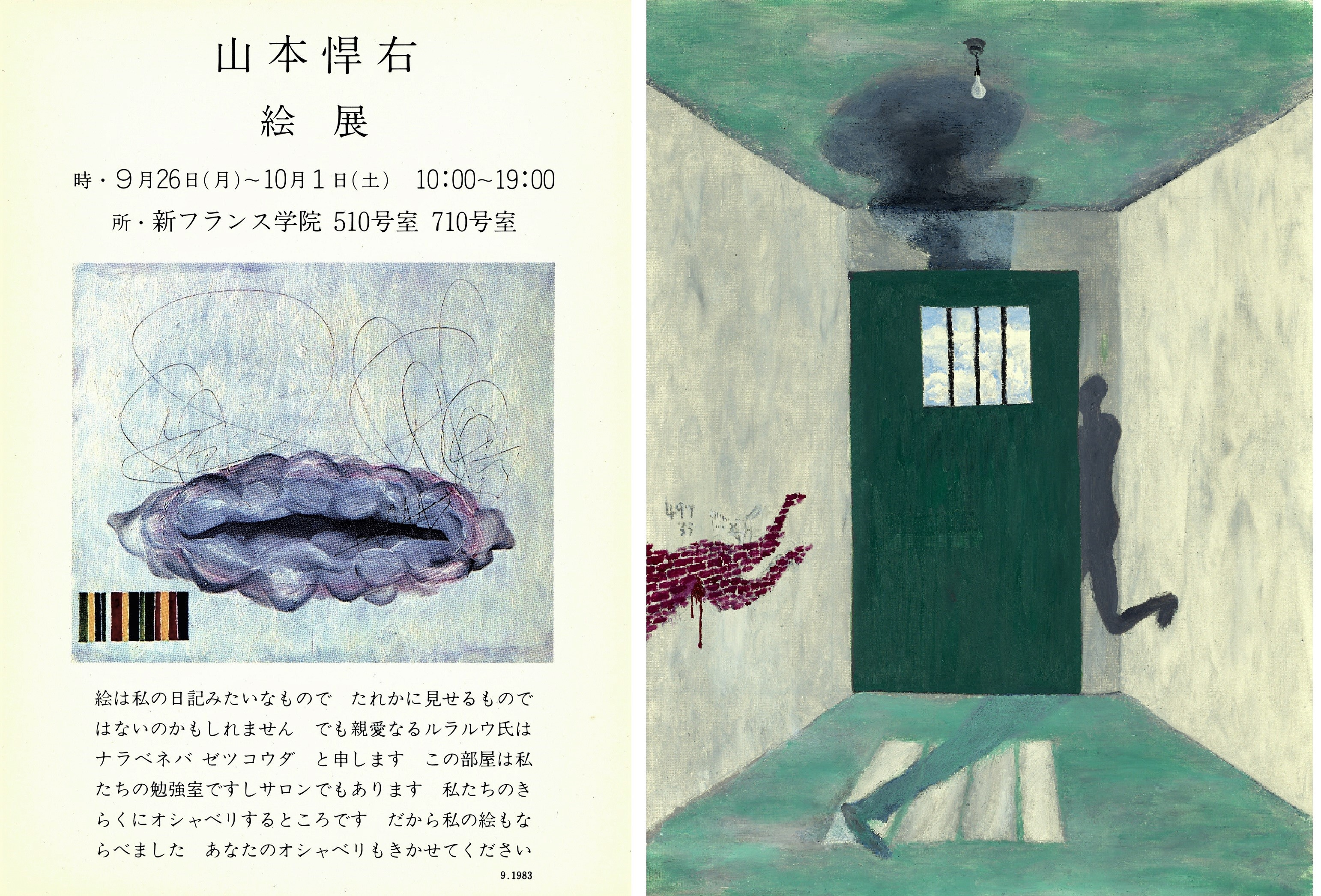
Kansuke YAMAMOTO Painting Exhibition, 1983  Nagoya.